# Classificació de les roques ígnies

Esquema de la classificació de les roques ígnies (amplieu la imatge per a veure l'esquema)

La classificació de les roques ígnies és un seguit de protocols, regles i procediments que permeten anomenar i classificar les roques amb un origen magmàtic segons la seva procedència, la velocitat de refredament, les textures que presenten i la seva composició mineralògica i/o química. Un dels principals problemes de classificar les roques ígnies és que no poden ser classificades seguint només un sistema; aquest problema va lligat a la gran heterogeneïtat d'aquest grup de roques: els paràmetres modals necessaris per a descriure una roca fèlsica composta de quars i feldespats, són molt diferents dels emprats per a classificar les roques ultramàfiques compostes per olivina i piroxens. Com a conseqüència, existeixen diverses classificacions que poden emprar-se per separat o simultàniament segons el tipus de roca que es vulgui classificar. En aquest article s'expliquen els principals mètodes i procediments de classificació de les roques ígnies de manera individual i detallada i també de manera conjunta; un exemple és l'esquema present en aquest article que resumeix, de manera esquematitzada, els passos a seguir per a poder classificar una roca ígnia determinada, emprant tant classificacions modals com altres de químiques.
L'homogeneïtzació de les diverses classificacions data de la dècada de 1990 quan amb l'objectiu de crear una classificació sostenible de les roques ígnies que tots els geòlegs poguessin emprar, la Unió Internacional de Ciències Geològiques (IUGS per les seves sigles en anglès) va crear una subcomissió sobre la sistemàtica de les roques ígnies (d'ara endavant, la subcomissió). L'homogeneïtzació dels criteris de classificació fou tal que quan la subcomissió acabà la feina, proposà 297 noms en comptes dels 1500 que existien. Durant el temps que va durar la creació de la classificació, la subcomissió va establir deu principis per a la construcció de la mateixa:
1. Emprar atributs descriptius.
2. Emprar les propietats reals de les roques.
3. Garantir la idoneïtat de la classificació per a tots els geòlegs.
4. Emprar terminologia actualitzada.
5. Definir els límits de les diferents tipologies de roques.
6. Facilitat en la seva aplicació.
7. Seguir les relacions naturals.
8. Emprar mineralogia modal.
9. Si no és possible emprar mineralogia modal, emprar la química.
10. Seguir la terminologia dels altres organismes assessors de la IUGS.

La classificació separa i classifica individualment les roques piroclàstiques, les carbonatítiques, les melilítiques, les lamprofirítiques; les màfiques (amb contingut màfic superior al 90%) i les charnockítiques; tot això abans d'entrar a la classificació principal mitjançant el diagrama QAPF per a roques volcàniques i plutòniques que es basa en les proporcions modals de quars (Q); feldespat alcalí (A) i plagiòclasi (P) i de feldespat alcalí (A); plagiòclasi (P) i feldespatoides (F). En els casos en què la mineralogia modal no es pot determinar, com sol ser el cas de les roques volcàniques, s'usa la classificació química coneguda com a TAS. Per a les roques piroclàstiques s'ha emprat una classificació estàndard com a conseqüència de la problemàtica que aquestes presenten en tenir atributs de caràcter sedimentològic.

## Classificació segons profunditat de cristal·lització
La principal forma de classificar les roques ígnies és a partir de la profunditat en la qual s'ha refredat i ha cristal·litzat el magma que donarà lloc a la roca. Les roques formades a partir de magmes que han cristal·litzat per damunt de la superfície terrestre reben el nom de roques volcàniques o extrusives; les que cristal·litzen a l'interior de la terra a grans fondàries reben el nom de plutòniques i les que cristal·litzen a l'interior de la terra a poca o mitja fondària reben el nom de roques hipabissals o subvolcàniques, les quals són considerades intermèdies entre volcàniques i plutòniques. Habitualment els tres tipus de roques poden diferenciar-se per les textures i/o minerals que presenten (vegeu els següents apartats). 

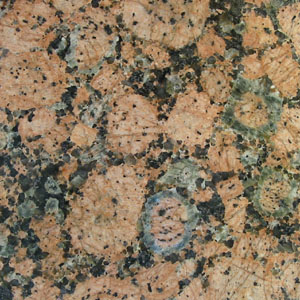
Granit rapakivi (roca plutònica)
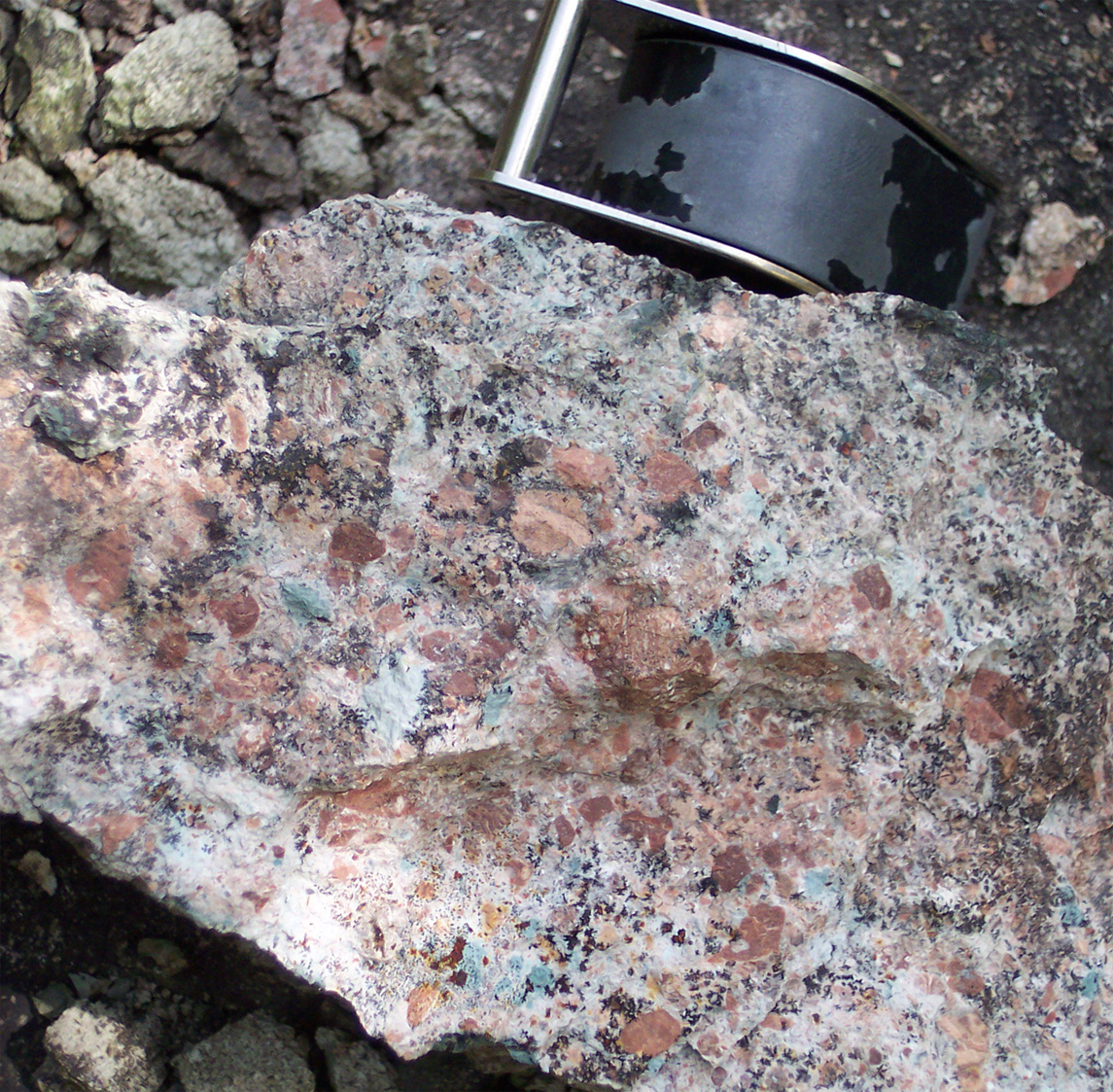
Latita (roca volcànica)
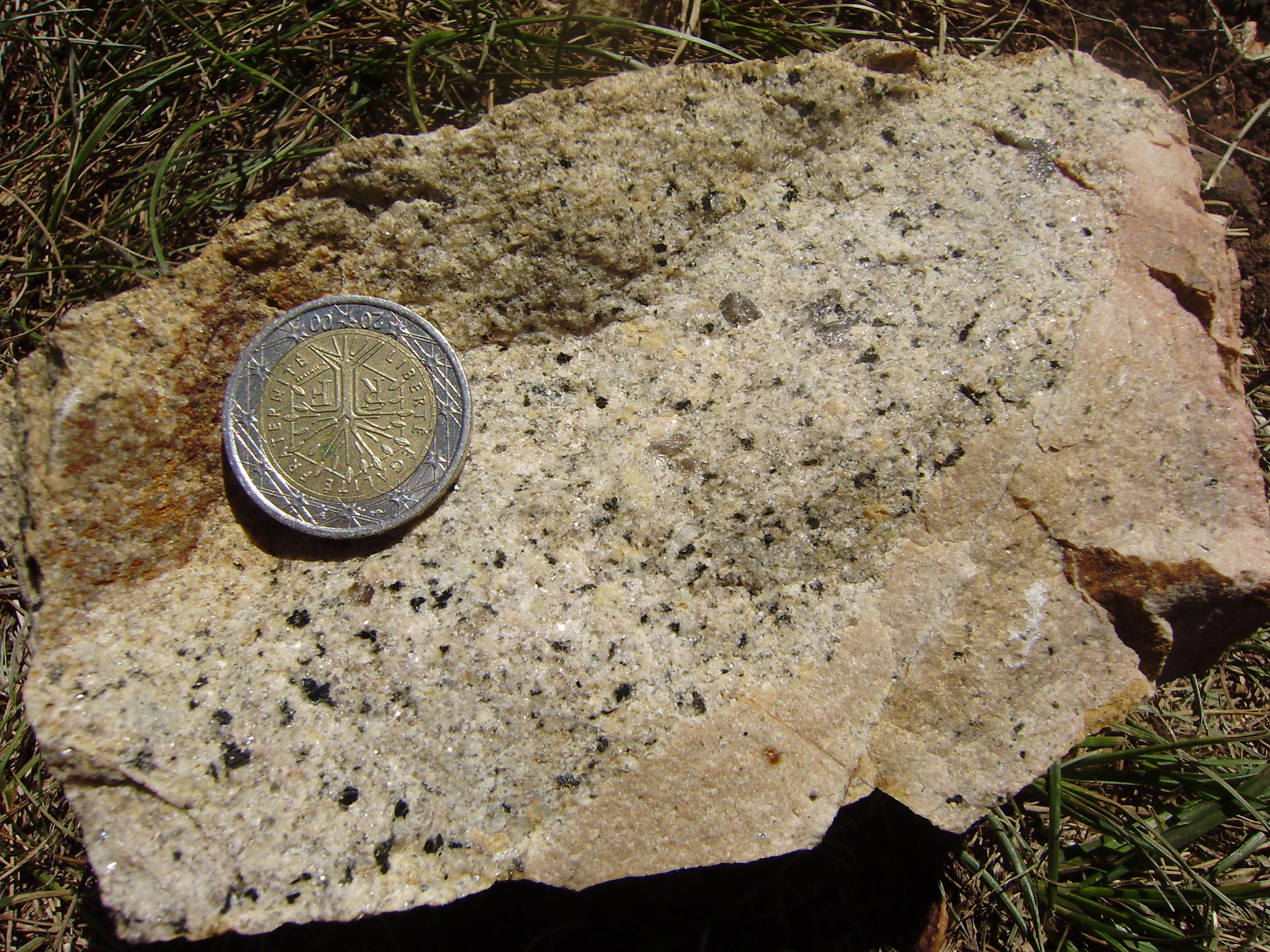
Microgranit i aplita (roques hipabissals)

## Classificació de les roques piroclàstiques

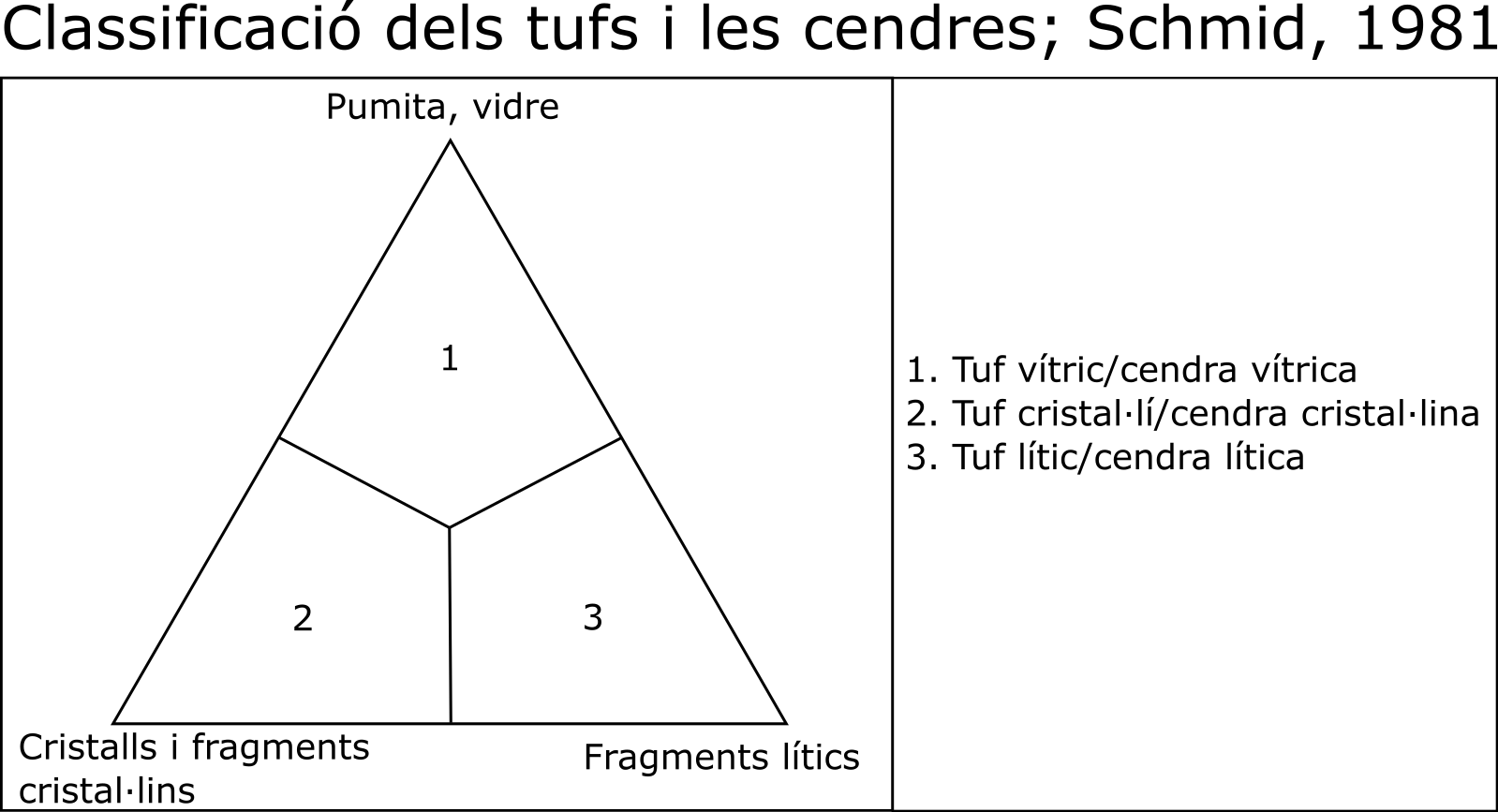
Classificació dels tufs i les cendres volcàniques.

### Piroclasts i dipòsits associats

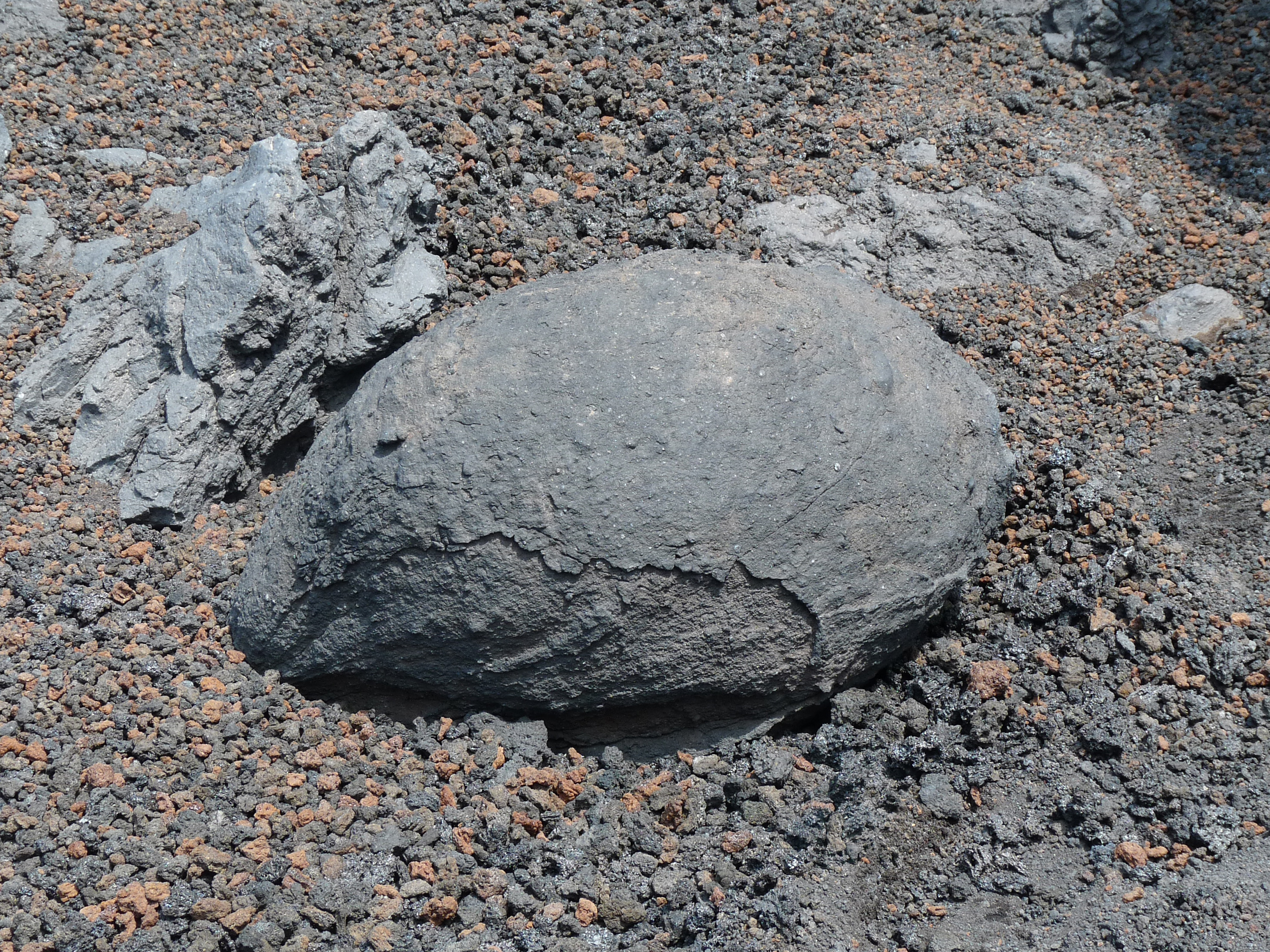
Bomba volcànica a l'Etna.

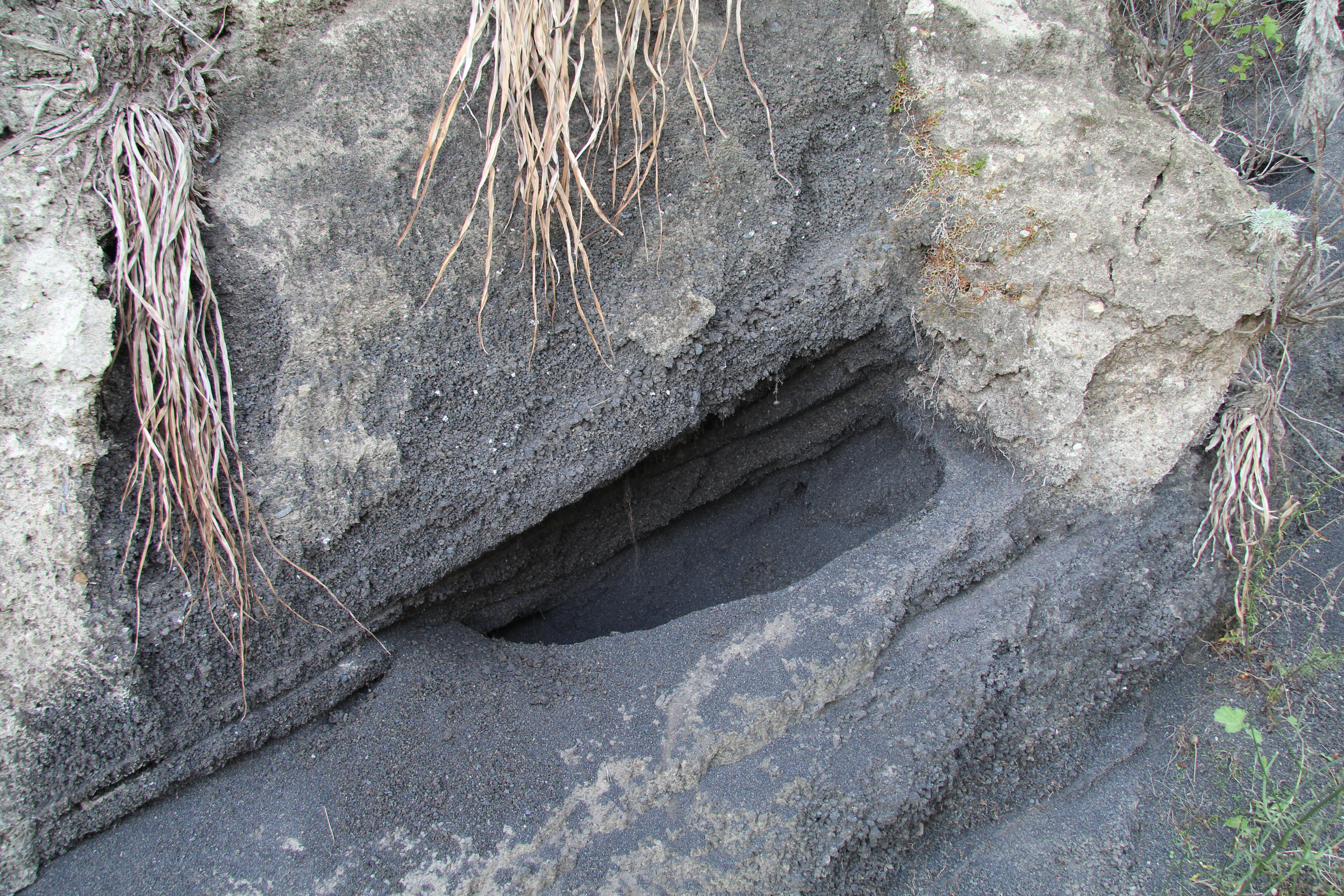
Lapil·li de Lipari.

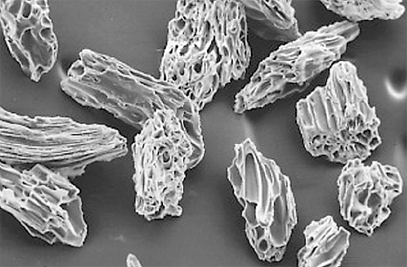
Cendra volcànica (vista amb microscopi electrònic)

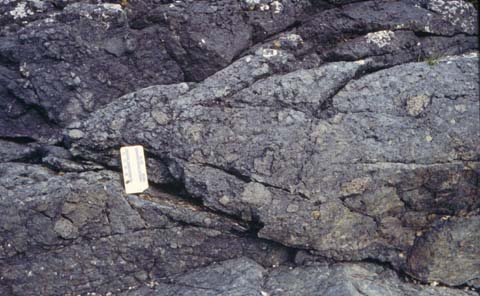
Aglomerat

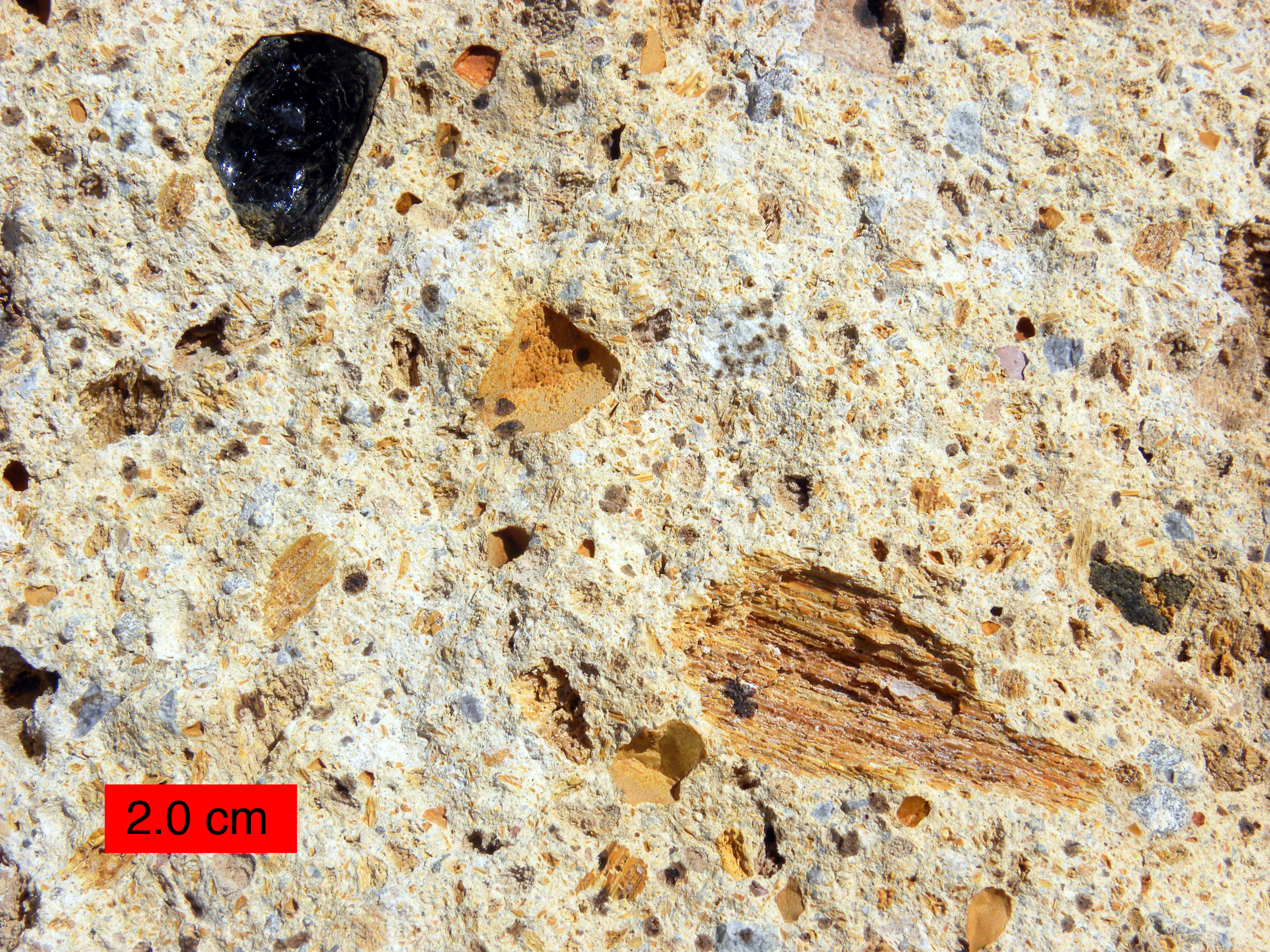
Tuf

Els piroclasts es defineixen com a fragments produïts per una erupció volcànica. En aquesta classificació s'exclouen les partícules formades a partir de processos d'autobretxificació en fluxos de lava. Aquests fragments poden ser cristalls individuals, fragments de cristalls, fragments de vidre o fragments de roca. Segons les mides que presenten aquests fragments reben diferents noms:
- Bomba volcànica: s'anomenen així tots els piroclasts que presenten mides superiors als 64 mm i que solen presentar textures que determinen que, en el moment de l'erupció, el material estava totalment o parcial fos; per exemple textures de "crosta de pa".
- Blocs: s'anomenen així tots els piroclasts que presenten mides superiors als 64 mm i que solen presentar textures que determinen que, en el moment de l'erupció, el material estava en estat sòlid; per exemple, morfologies de caràcter angular o subangular.
- Lapil·li: s'anomenen així tots els piroclasts que presenten mides entre 2 i 64 mm.
- Cendra: s'anomenen així tots els piroclasts que presenten mides inferiors als 2 mm:
  - De gra groller (de 2 a 1/16 mm).
  - De gra fi (inferiors a 1/16 mm).

Els dipòsits piroclàstics són acumulacions de piroclasts que poden presentar-se de forma consolidada o no consolidada. Perquè es consideri un dipòsit de piroclasts, el dipòsit ha de contenir més d'un 75% d'aquests materials en volum. Quan el dipòsit es troba consolidat s'anomena roca piroclàstica, mentre que si no es troba consolidat s'anomena tefra. Depenent de les mides dels materials que integren el dipòsit, aquest rep diferents noms:
- Aglomerat: dipòsit piroclàstic en el qual la mida mitjana dels piroclasts és superior als 64 mm, i on predominen els piroclasts arrodonits.
- Bretxa piroclàstica: roca piroclàstica en la qual la mida mitjana dels piroclasts és superior als 64 mm, i on predominen els piroclasts angulosos.
- Tuf de lapil·li: roca piroclàstica en la qual la mida mitjana dels piroclasts oscil·la entre els dos i els 64 mm.
- Tuf de cendra: roca piroclàstica en la qual la mida mitjana dels piroclasts és inferior als 2 mm.
  - De gra groller (fragments de dos a 1/16 mm).
  - De gra fi (fragments inferiors a 1/16 mm).
  - Tova lítica: amb dominància de fragments de roca.
  - Tova vítrica: amb dominància de fragments vítrics o fragments de pumita.
  - Tova cristal·lina: amb dominància de fragments de cristalls.

| Mida dels clasts en mm                                                                            | Piroclast             | Dipòsit piroclàstic                  | Dipòsit piroclàstic                              |
| Mida dels clasts en mm                                                                            | Piroclast             | Principalment tefres no consolidades | Principalment roques piroclàstiques consolidades |
| ------------------------------------------------------------------------------------------------- | --------------------- | ------------------------------------ | ------------------------------------------------ |
| >64                                                                                               | Bomba o bloc          | Capes d'aglomerat de bloc o bombes   | Bretxa piroclàstica                              |
| 64 a 2                                                                                            | Lapil·li              | Capes d'aglomerat de lapil·li        | Tuf de lapil·li                                  |
| 2 a 1/16                                                                                          | Cendra de gra groller | Cendra grollera                      | Tuf de cendra de gra groller                     |
| <1/16                                                                                             | Cendra de gra fi      | Cendra fina                          | Tuf de cendra de gra fi                          |
| Classificació i nomenclatura dels piroclasts i els dipòsits piroclàstics basat en la mida de gra. |                       |                                      |                                                  |

#### Dipòsits piroclàstics-epiclàstics
Per a aquelles roques que presenten tant piroclasts com material epiclàstic se sol emprar el terme «tufita», al qual se li sol afegir la nomenclatura citada anteriorment. Les tufites poden dividir-se també segons la seva mida de gra afegint el terme «tufaci» al nom amb què s'anomenaria la roca en cas de ser sedimentària; per exemple, gres tufaci.
| Mida en mm                                                | Piroclàstic                 | Tufites (piroclàstic-epiclàstic)   | Epiclàstic (volcànic o no volcànic) |
| --------------------------------------------------------- | --------------------------- | ---------------------------------- | ----------------------------------- |
| >64                                                       | Aglomerat, bretxa volcànica | Conglomerat tufaci, bretxa tufàcia | Conglomerat, bretxa                 |
| 64-2                                                      | Tuf de lapil·li             | Gres tufaci                        | Gres                                |
| 2-1/16                                                    | Groller                     | Limolita tufàcia                   | Limolita                            |
| 1/16-1/256                                                | Fi                          | -                                  | -                                   |
| <1/256                                                    | -                           | Mudstone tufaci, argila tufàcia    | Mudstone, argila                    |
| Quantitat de material piroclàstic                         | 100% a 75%                  | 75% a 25%                          | 25% a 0%                            |
| Termes emprats per a roques piroclàstiques-epiclàstiques. |                             |                                    |                                     |

## Classificació modal (i normativa)

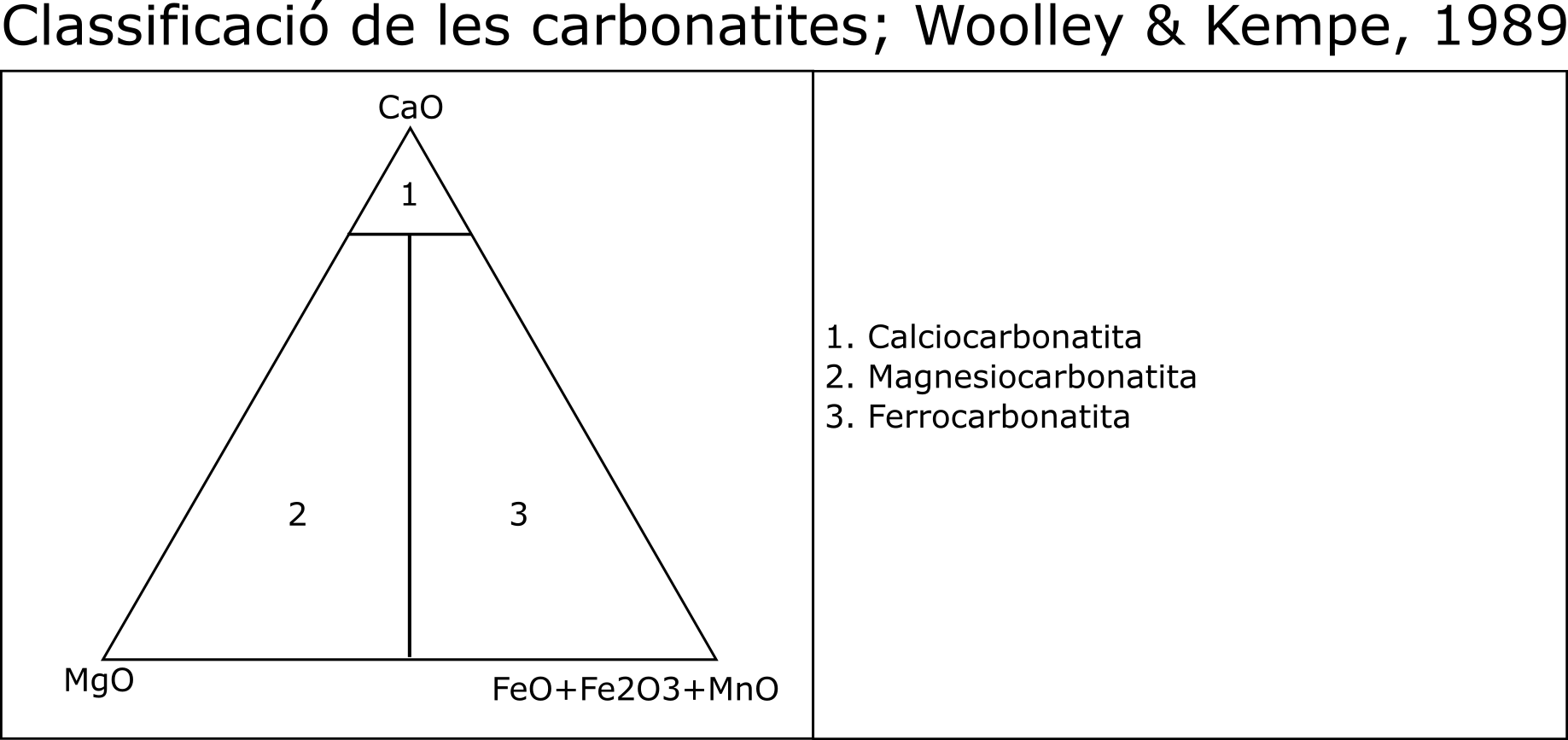
Classificació de les carbonatites segons la seva composició química.

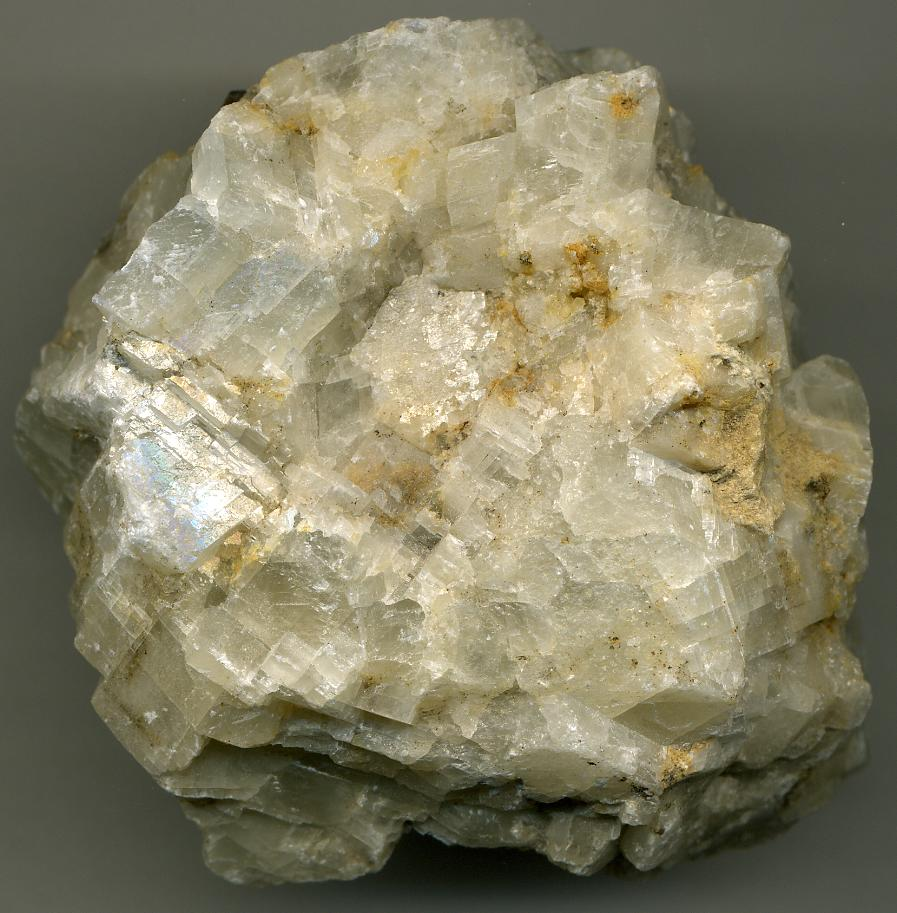
Sövita

El mode (o contingut mineral) és la composició mineralògica real d'una roca determinada quantitativament per mètodes físics i expressada en percentatges volumètrics, o ponderals, dels seus minerals components. La classificació modal és la que empra aquestes quantitats minerals per a classificar les roques, és a dir, és una classificació segons les quantitats dels diferents minerals que conté la roca.

### Roques carbonatítiques
La classificació de les roques carbonàtiques s'empra quan la roca ígnia a classificar presenta més d'un 50% de carbonats modals. Les carbonatites poden ser tant plutòniques com volcàniques en origen i, mineralògicament, es poden distingir diferents tipus de carbonatites:
- Carbonatites calcítiques: quan el carbonat majoritari és la calcita. Si la roca és de gra groller s'anomena sövita; si és de gra mig o fi, s'anomena alvikita.[7]
- Carbonatites dolomítiques o beforsites: quan el carbonat principal és la dolomita.[7]
- Ferrocarbonatita: quan el carbonat dominant és ric en ferro.[7]
- Natrocarbonatita: essencialment composta de carbonats de sodi, potassi i calci. Fins avui dia, aquesta roca només ha estat descrita a la seva localitat tipus, al volcà Ol Doinyo Lengai, a Tanzània.[7]

També es pot fer constar en el nom la presència de minerals en menor proporció (<10%), tot afegint el nom del mineral en qüestió; per exemple: carbonatita calcítica amb dolomita. Els termes leucocràtic i melanocràtic no s'utilitzen en la classificació de les carbonatites. Si la mida de gra és massa fina per a determinar visualment la composició mineralògica de la roca, s'ha de procedir a realitzar una anàlisi química i classificar la roca segons el diagrama.

### Roques melilítiques

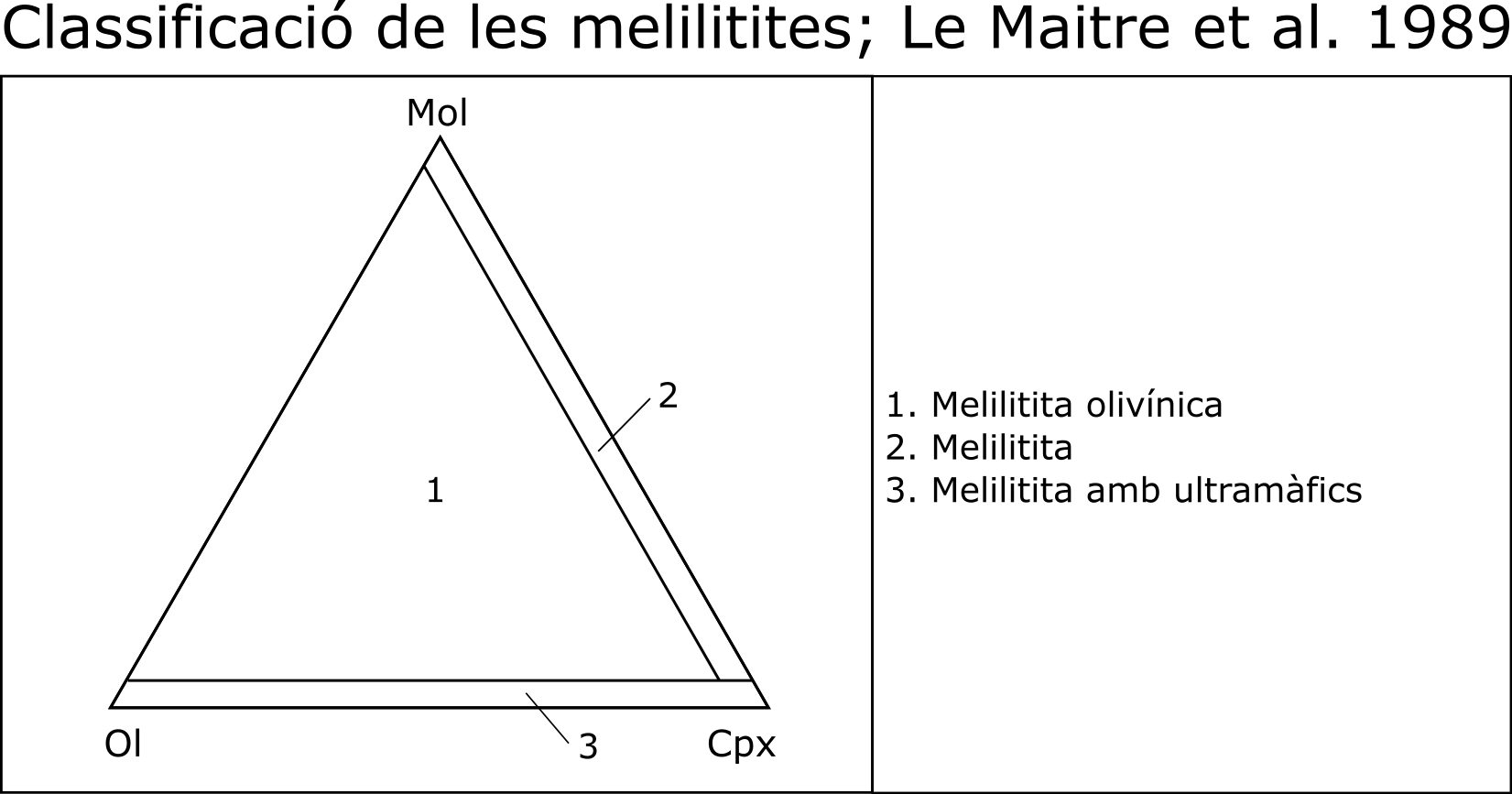
Classificació de les melilites.

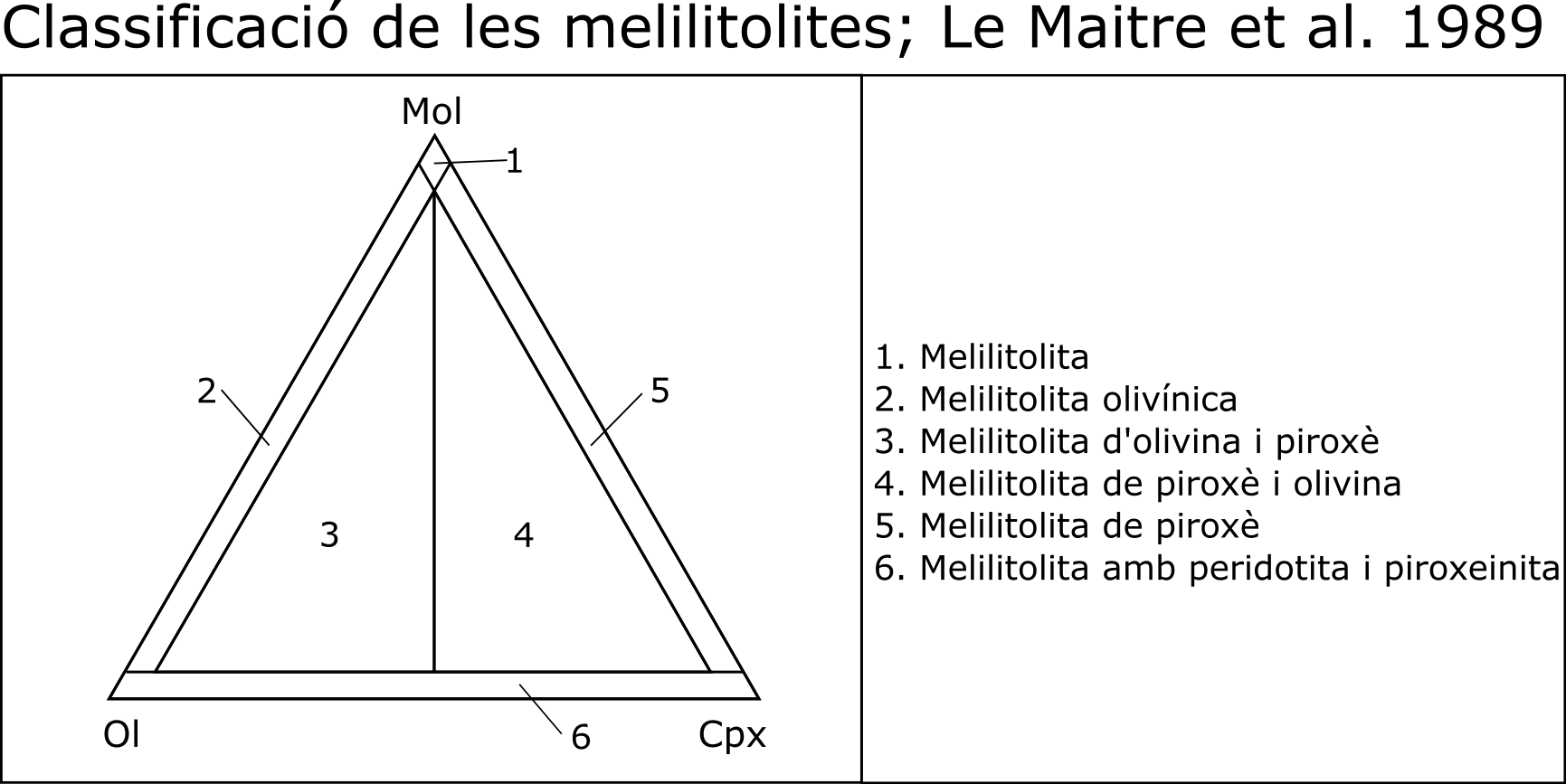
Classifiació de les melilitolites.

La classificació de les roques amb contingut de mel·lilita, s'utilitza per a aquelles roques amb més d'un 10% de mel·lilita modal. Per a aquesta classificació, s'usen diagrames triangulars per a les roques plutòniques (melilitolites) i volcàniques (melilitites). Per a qualsevol dels dos casos, s'ha de situar la composició modal de la roca en un dels dos diagrames per a poder determinar-ne el nom exacte. Els diagrames a emprar són els següents:
Si el mode mineral no es pot determinar, s'haurà d'aplicar la classificació TAS (total alkali versus silica; alcalins totals versus sílice) seguint els següents passos:
- La roca haurà de situar-se en el camp de les foitites.
- Si la roca no conté kalsilita però té kalsilita normativa, s'haurà d'aplicar el diagrama TAS.
- Si i la larnita normativa és superior al 10% i el K₂O és inferior al Na₂O en percentatge de pes, la roca s'anomena melilitita o melilitita olivínica.
- Si el contingut de K₂O és major que el de Na₂O, i el de K₂O és major que el 2% en pes, la roca és una melilitita potàssica o una melilitita potàssica amb olivina. El terme «katungita», s'utilitza per a aquelles melilitites amb una mineralogia formada per kalsilita, leucita i olivina.
- Si la larnita normativa és inferior al 10%, la roca és una mel·lilita nefelínica i una mel·lilita leucítica, d'acord amb la naturalesa del feldespatoide dominant.

El principal problema d'aquesta classificació recau sobre les melilites volcàniques (les melilitites). Segons alguns autors, les melilitolites de gra groller es classifiquen modalment però per a les roques del mateix tipus de gra més fi, aquesta classificació no és adequada. Una classificació basada en la química de la roca seria en principi l'opció adequada, però el principal problema és que aquestes roques no poden ser diferenciades d'algunes altres roques volcàniques dins el diagrama TAS. De totes maneres, la presència de melilita de forma modal en quantitats més elevades que la traça, pot emprar-se com a discriminant a partir de la norma CIPW.

### Roques kalsilítiques
Les roques kalsilítiques són roques volcàniques que presenten els següents minerals: el clinopiroxè, la kalsilita, la leucita, la melilita, l'olivina i la flogopita. Aquestes roques no poden ser anomenades com a piroxenites, ja que aquest és un terme exclusiu de les roques plutòniques. Les mafurites i les katungites (exemples de roques kalsilítiques), juntament amb les ugandites (classificades com a leucitites olivíniques per l'absència de kalsilita), constitueixen les sèries kamafugítiques de Sahama (1974). Des del punt de vista del sistema de classificació de l'IUGS, la presència de melilita o leucita (o totes dues), indica que s'ha d'aplicar directament la classificació de les roques melilítiques o leucítiques. De totes maneres, la presència de kalsilita i leucita és considerada petrogenèticament rellevant, i és per això que el terme «kamafugita» és emprat per a aquestes roques amb consanguinitat (presència de tots dos minerals).
Les roques kalsilítiques plutòniques de les províncies petrològiques d'Aldan i Baikal Nord, les quals no són kamafugítiques, poden ser diferenciades pel prefix kalsilita- i, per tant, la synnyrita passa a ser la sienita kalsilítica i la yakutita passa a ser la piroxenita kalsilítica amb biotita. A la següent taula es poden observar exemples de roques kalsilítiques i la seva possible composició mineralògica:
|            | Plagiòclasi | Clinopiroxè | Leucita | Kalsilita | Mel·lilita | Olivina | Vidre |
| ---------- | ----------- | ----------- | ------- | --------- | ---------- | ------- | ----- |
| Mafurita   | x           | ✔           | x       | ✔         | x          | ✔       | ✔     |
| Katungita  | x           | x           | ✔       | ✔         | ✔          | ✔       | ✔     |
| Venanzita  | ✔           | ✔           | ✔       | ✔         | ✔          | ✔       | x     |
| Coppaelita | ✔           | ✔           | x       | ✔         | ✔          | x       | x     |

Les roques kalsilítiques no havien estat considerades prèviament per la subcomissió. Aquestes es repartien entre dos grups: les sèries kamafugítiques de Sahama (1974) i les sienites i piroxenites amb kalsilita (p.e. synnyrita i yakutita). Algunes de les roques kamafugítiques contenen leucita o mel·lilita (o totes dues) i poden considerar-se roques mel·lilítiques amb felspatoids. De totes maneres, la presència de kalsilita és considerada tant important que requereix assignar les roques kalsilítiques en un grup especial.

### Lamproïtes

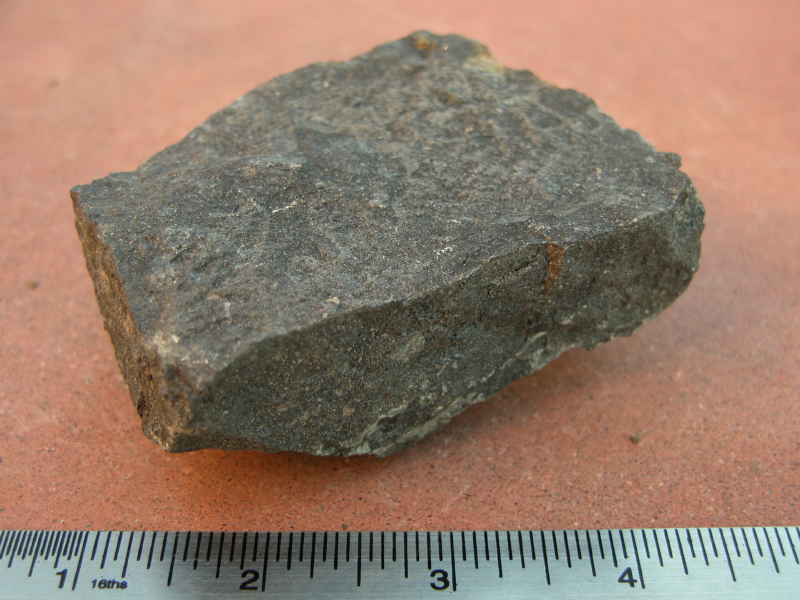
Lamproïta

El sistema de classificació per a les roques lamproítiques, té en compte criteris tant mineralògics com geoquímics. Les lamproïtes es caracteritzen per la presència (amb grans variacions que oscil·len entre en 5 i el 90% en volum) de les següents fases:
- Flogopita fenocristal·lina titànica (2-10 en % de pes de TiO₂) i pobra en alumini (5-12 en % de pes d'Al₂O₃).
- Tetraferriflogopita poiquilítica titànica (5-10 en % de pes de TiO₂) en masses.
- Richterita titanico-potàssica (3-5 de TiO₂ i 4-6 de K₂O en % de pes).
- Olivina (forsterita).
- Diòpsid pobre en sodi i alumini (<1 d'Al₂O₃ i 4-6 de K₂O en % de pes).
- Leucita i sanidina no estequiomètriques riques en ferro.

La presència de totes aquestes fases no és necessària per a classificar una roca com a lamproïta. Qualsevol mineral pot ser dominant i això, juntament amb les altres espècies majoritàries, és suficient per a determinar el nom petrogràfic de la roca.
Les fases minerals possibles inclouen la priderita, la wadeïta, l'apatita, la perovskita, la magnesiocromita, la magnesiocromita rica en titani i la magnetita titanífera. Menys freqüentment, però, també poden ser característiques les següents fases: jeppeïta, armacolita, shcherbakovita, ilmenita i enstatita. La presencia de plagiòclasi primària, melilita, monticellita, kalsilita, nefelina, feldespat alcalí sòdic, sodalita, noseana, haüyna, melanita, schorlomita o kimzeyita, indica que la roca no és una lamproïta.
Les lamproïtes presenten les següents característiques químiques:
- K₂O/Na₂O > 3 (proporció molar).
- K₂O/Al₂O₃> 6.8 (proporció molar) i freqüentment > 1.
- K₂O + Na₂O/ Al₂O₃ (proporció molar) típicament> 1.
- Típicament <10 en % de pes de FeO i CaO; TiO₂ entre un 1 i un 7 en % de pes, >2000 ppm i freqüentment >5000 ppm de Ba, >500 ppm de Zr, >1000 ppm de Sr i >200 ppm de La.

Per a facilitar la classificació de les lamproïtes, els noms històrics han estat substituïts pel terme «lamproïta» seguit dels minerals dominants; vegeu-ho:
| Nom històric                    | Nom revisat                                           |
| ------------------------------- | ----------------------------------------------------- |
| Wyomingita                      | Lamproïta de diòpsid, leucita i flogopita             |
| Orendita                        | Lamproïta de diòpsid, sanidina i flogopita            |
| Madupita                        | Lamproïta madupítica amb diòpsid                      |
| Cedricita                       | Lamproïta de diòpsid i leucita                        |
| Mamilita                        | Lamproïta de leucita i richterita                     |
| Wolgidita                       | Lamproïta madupítica de diòpsid, leucita i richterita |
| Fitzroyïta                      | Lamproïta de leucita i flogopita                      |
| Verita                          | Lamproïta de vidre, olivina, diòpsid i flogopita      |
| Juinillita                      | Lamproïta madupítica d'olivina, diòpsid i richterita  |
| Fortunita                       | Lamproïta de vidre, enstatita i flogopita             |
| Cancalita                       | Lamproïta d'enstatita, sanidina i flogopita           |
| Nomenclatura de les lamproïtes. |                                                       |

### Roques kimberlítiques

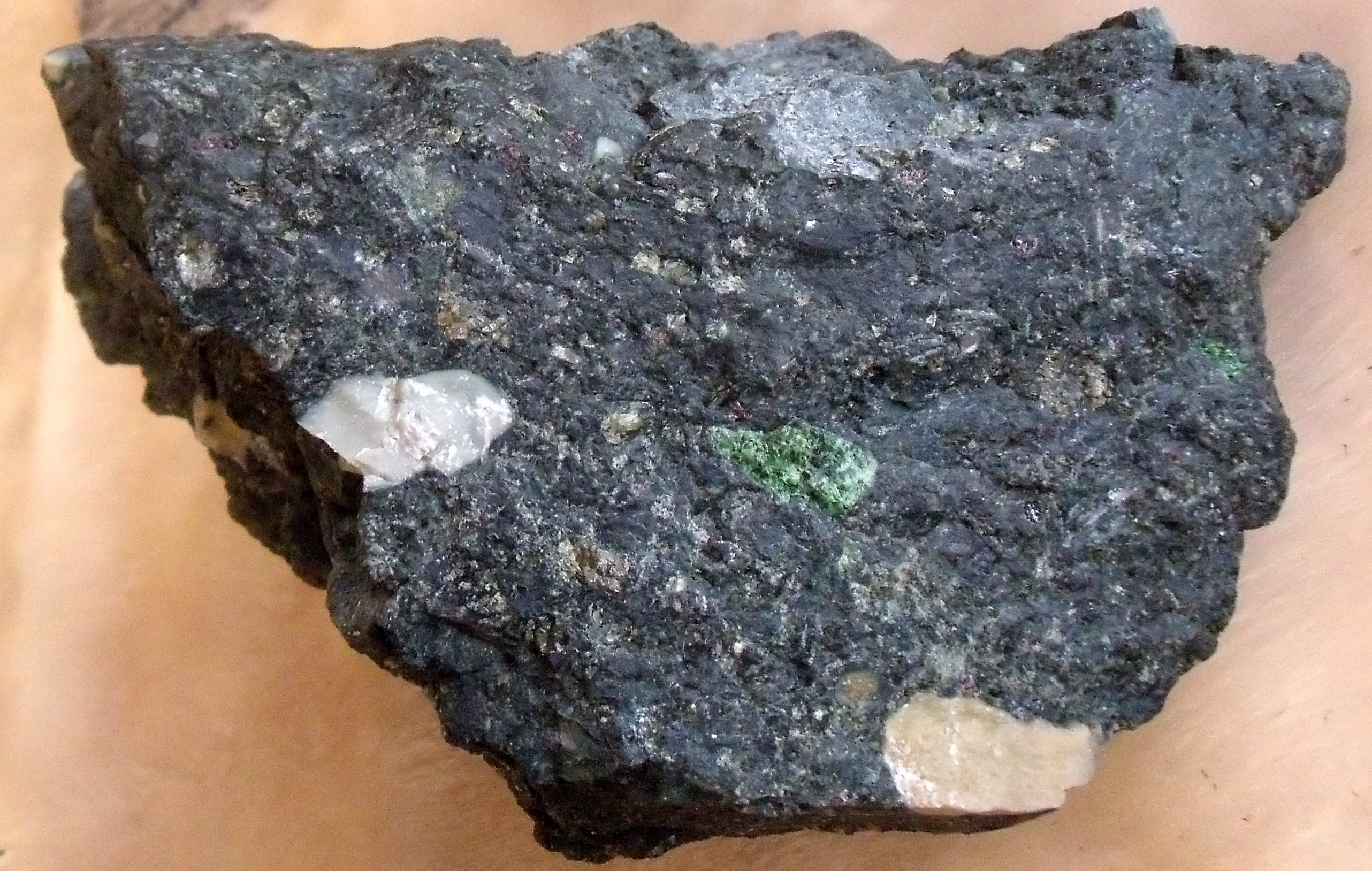
Kimberlita de Chidliak

La subcomissió va considerar inapropiat de reinvestigar la nomenclatura i definició de les kimberlites en detall, ja que havia estat àmpliament estudiada els últims temps per la majoria d'especialistes en kimberlites. De totes maneres, es va formular una definició clara per a les kimberlites que la separés de les lamproïtes amb olivina.
Les kimberlites es divideixen en dos grans grups: el grup I i el grup II. Les kimberlites del grup I corresponen a les roques tipus de Kimberley (Sud-àfrica), les quals s'anomenen formalment kimberlites basàltiques. Les kimberlites del grup II corresponen a les kimberlites micàcies o lamprofíriques. Els petròlegs estudiosos de les kimberlites conclouen que existeixen diferències significatives entre els dos grups; entre els petròlegs, però, hi ha divisió, i mentre uns són partidaris de l'statu quo i de no revisar la nomenclatura, altres sostenen que s'ha de revisar tota la terminologia.
Les kimberlites del grup I són roques potàssiques ultrabàsiques riques en volàtils (predominantment CO₂) que presenten una textura inequigranular com a resultat de la presència de macrocristalls d'entre 0,5 i 10 mm (generalment) i, en alguns casos, megacristalls d'entre 1 i 20 cm, que es troben dins d'una matriu fina. Els macrocristalls i megacristalls (alguns d'ells també xenocristalls) inclouen cristalls anhèdrics d'olivina, ilmenita magnèsica, pirop, diòpsid (en alguns casos subcàlcic), flogopita, enstatita i cromita pobra en titani. Els cristalls d'olivina són constituents característics i dominants en totes les kimberlites fraccionades. La matriu conté una segona generació d'olivina primària euhèdrica o subhèdrica que es troba juntament amb un o més dels següents minerals: monticel·lita, flogopita, espinel·la (solució sòlida entre la ulvoespinel·la magnèsica i la ulvoespinel·la magnesio-cròmica), apatita, carbonats i serpentina. Moltes kimberlites presenten mica poiquilítica formada en un últim estadi; aquestes miques pertanyen a la sèrie entre la flogopita bàrica i la kinoshitalita. Els sulfurs de níquel i el rútil són minerals accessoris freqüents; així com també és freqüent el reemplaçament de l'olivina, la flogopita, la monticel·lita i l'apatita primerenques per serpentina i calcita.

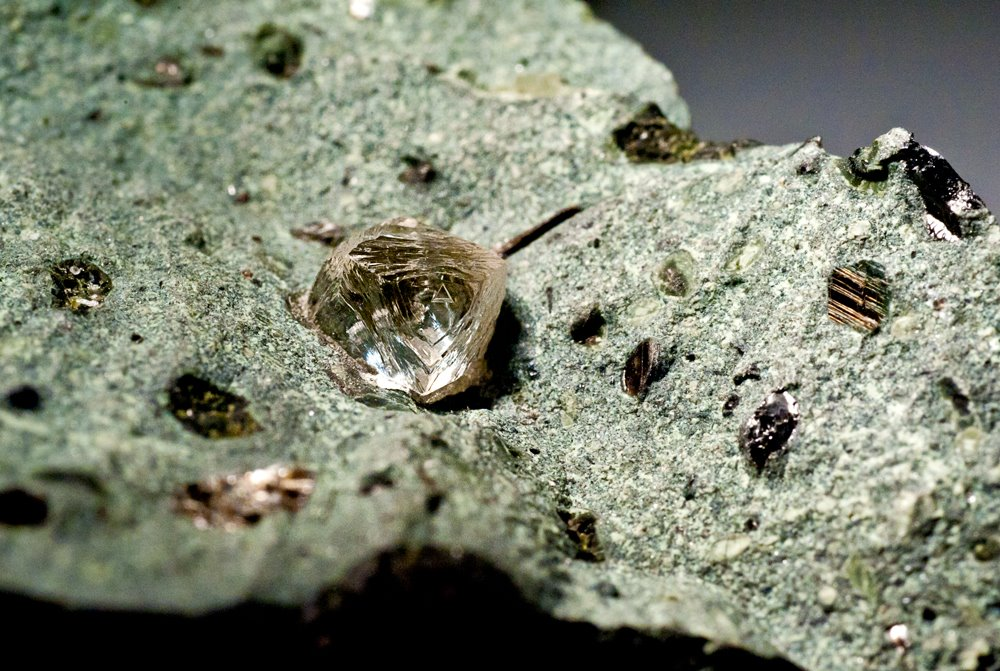
Kimberlita diamantífera

Els membres evolucionats del grup poden ser pobres en macrocristalls i poden estar compostos essencialment per una segona generació d'olivina, calcita, serpentina i magnetita, juntament amb flogopita, apatita i perovskita. És evident que les kimberlites són roques híbrides complexes en les quals el problema de distingir els constituents primaris dels xenocristalls impedeix una definició simple. La caracterització anterior intenta reconèixer que la composició i la mineralogia de les kimberlites no es deriva per complet d'un magma parental. Alguns estudis han demostrat que les kimberlites del grup I i les del grup II són, tant mineralògicament com petrològica, diferents entre si i formen part de diferents tipus de roques.
El grup II de kimberlites ha estat estudiat de manera insuficient. Alguns autors suggereixen que no són roques kimberlítiques del tot i haurien d'anomenar-se orangeïtes en reconeixement del seu caràcter distintiu i a la seva presència només al sud d'Àfrica. Prèviament aquestes roques s'anomenaren kimberlites micàcies, terme que uns anys més tard passà a orangita (sic). El grup II de kimberlites (o orangeïtes) pertany a un grup de roques ultrapotàssiques i peralcalines riques en volàtils (predominantment H₂O), caracteritzades per flogopita, macrocristalls i microfenocristalls juntament amb masses de mica que varien en composició entre la flogopita i la tetraferriflogopita. Vegeu les kimberlites segons la seva composició mineralògica:
| | Kimberlites                                                   | Orangeïtes                                       | Lamproïtes                                       | Minettes                                      | Lampròfirs ultramàfics                        |
| --- | ------------------------------------------------------------- | ------------------------------------------------ | ------------------------------------------------ | --------------------------------------------- | --------------------------------------------- |
| Olivina: fenocristalls i macrocristalls                                                               | ✔                                                             | ✔                                                | rar                                              | x                                             | rar                                           |
| Olivina: fenocristalls i macrocristalls                                                               | ✔                                                             | ✔                                                | ✔                                                | rar                                           | ✔                                             |
| Mica: fenocristalls, macrocristalls i masses                                                          | ✔                                                             | ✔ (flogopita)                                    | ✔ (flogopita)                                    | ✔                                             | ✔                                             |
| Mica: fenocristalls, macrocristalls i masses                                                          | ✔ (flogopita)                                                 | x                                                | ✔ (flogopita titànica)                           | ✔ (flogopita)                                 | ✔ (flogopita)                                 |
| Mica: fenocristalls, macrocristalls i masses                                                          | ✔ (flogopita, kinoshitalita)                                  | ✔ (tetraferriflogopita)                          | ✔ (tetraferriflogopita titànica)                 | ✔ (biotita alumínica)                         | ✔ (biotita alumínica)                         |
| Espinel·les                                                                                           | ✔ (abundants: de cromita magnèsica a ulvospinel·la magnèsica) | rares: de cromita magnèsica a magnetita titànica | rares: de cromita magnèsica a magnetita titànica | ✔ (de cromita magnèsica a magnetita titànica) | ✔ (de cromita magnèsica a magnetita titànica) |
| Monticellita                                                                                          | ✔                                                             | x                                                | x                                                | x                                             | ✔                                             |
| Diòpsid                                                                                               | x                                                             | ✔ (alumínic i pobre en titani)                   | ✔ (alumínic i pobre en titani)                   | ✔ (alumínic i ric en titani)                  | ✔ (alumínic i ric en titani)                  |
| Perovskita                                                                                            | ✔ (rica en estronci i pobre en terres rares)                  | rara: rica en estronci i en terres rares         | rara: rica en estronci i en terres rares         | __                                            | ✔ (rica en estronci i pobre en terres rares)  |
| Apatita                                                                                               | ✔ (rica en estronci i pobre en terres rares)                  | ✔ (abundant: rica en estronci i en terres rares) | ✔ (rica en estronci i en terres rares)           | ✔ (rica en estronci i pobre en terres rares)  | ✔ (rica en estronci i pobre en terres rares)  |
| Calcita                                                                                               | ✔ (abundant)                                                  | ✔                                                | x                                                | ✔                                             | ✔                                             |
| Sanidina                                                                                              | x                                                             | rara: formant masses                             | ✔ (fenocristalls + masses)                       | ✔ (abundant: masses)                          | x                                             |
| Richterita potàssica                                                                                  | x                                                             | rara: formant masses                             | ✔ (fenocristalls + masses)                       | x                                             | x                                             |
| Titanats de potassi i bari                                                                            | molt rars                                                     | ✔                                                | ✔                                                | x                                             | x                                             |
| Silicats de zirconi                                                                                   | molt rars                                                     | ✔                                                | ✔                                                | molt rars                                     | x                                             |
| Ilmenita manganèsica                                                                                  | rara                                                          | ✔                                                | molt rara                                        | ✔                                             | rara                                          |
| Leucita                                                                                               | x                                                             | pseudomorfs rars                                 | fenocristalls                                    | x                                             | x                                             |
| Comparació mineralògica entre kimberlites, orangeïtes, lamproïtes, minnetes i lampròfirs ultramàfics. |                                                               |                                                  |                                                  |                                               |                                               |

### Roques leucitítiques i altres roques foidítiques
Les roques leucitítiques poden classificar-se mineralògicament segons la següent taula:
|                      | Clinopiroxè | Leucita | Plagiòclasi | Sanidina | Olivina |
| -------------------- | ----------- | ------- | ----------- | -------- | ------- |
| Leucitita            | ✔           | ✔       | x           | x        | > 10%   |
| Leucitita tefrítica  | ✔           | ✔       | ✔           | ✔        | x       |
| Leucitita fonolítica | ✔           | ✔       | ✔           | ✔        | x       |
| Tefrita amb leucita  | ✔           | ✔       | ✔           | x        | < 10%   |
| Basanita amb leucita | ✔           | ✔       | ✔           | x        | > 10%   |
| Fonolita amb leucita | ✔           | ✔       | x           | ✔        | x       |

Els problemes de la classificació d'aquestes roques es troben restringits només a aquells membres de gra fi. Les roques de gra més groller de composicions equivalents contenen nefelina o leucita (o totes dues) i per tant, malgrat l'heteromorfisme d'alguns casos concrets, poden ser classificades satisfactòriament amb el diagrama QAPF.
Els límits entre els camps dels feldespatoides, el de la basanita-tefrita, el de la fonotefrita, la tefrifonolita i la fonolita en el sistema TAS no són plenament satisfactoris, ja que no són un límit acceptable per a les roques nefelíniques i leucítiques.
És evident que les roques leucítiques no poden ser classificades amb el diagrama TAS. Malgrat això, quan la leucita es troba en forma de fenocristall o forma cristalls petits però identificables, una classificació modal és factible.

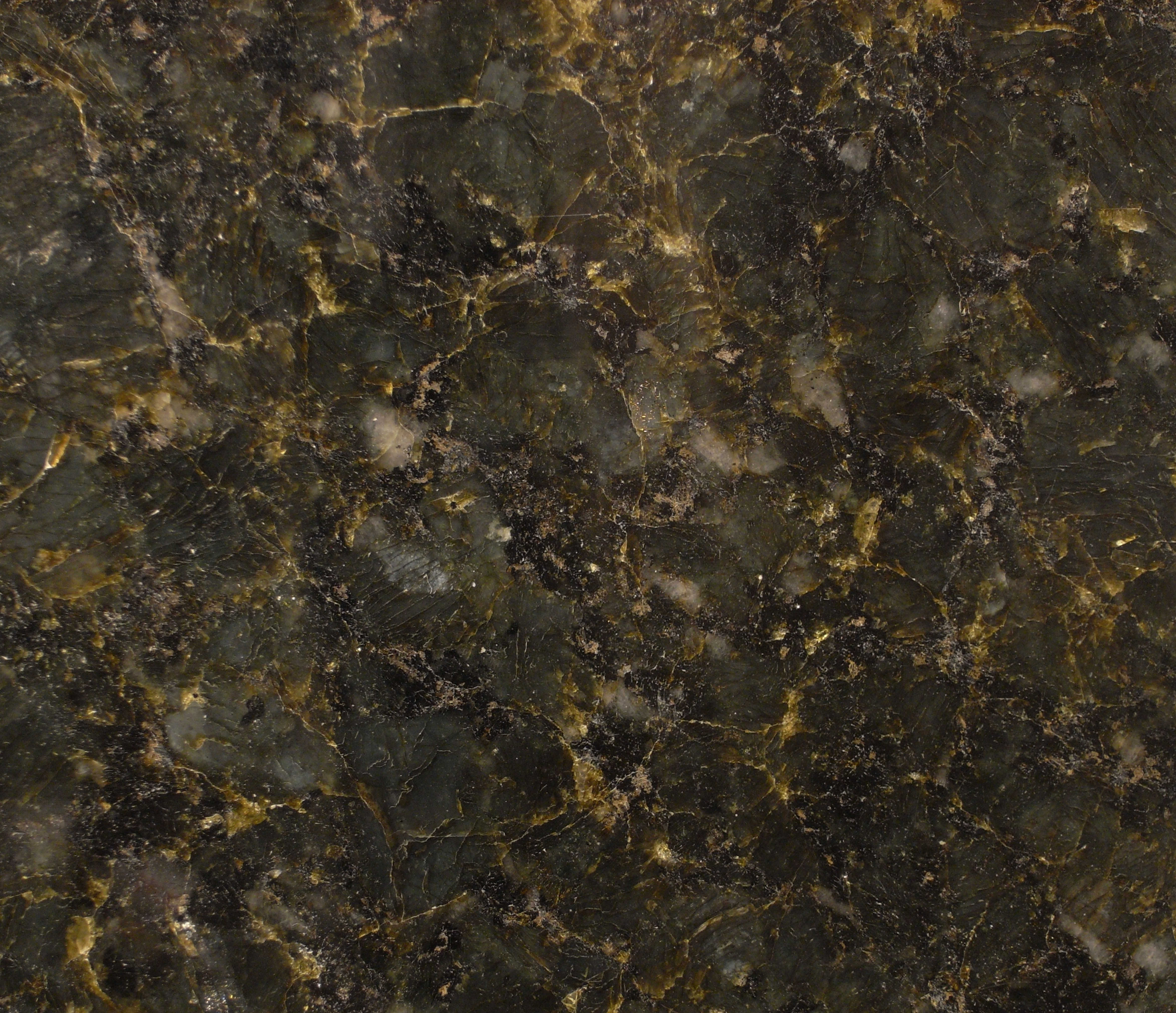
Charnokita d'Ubatuba, Brasil.

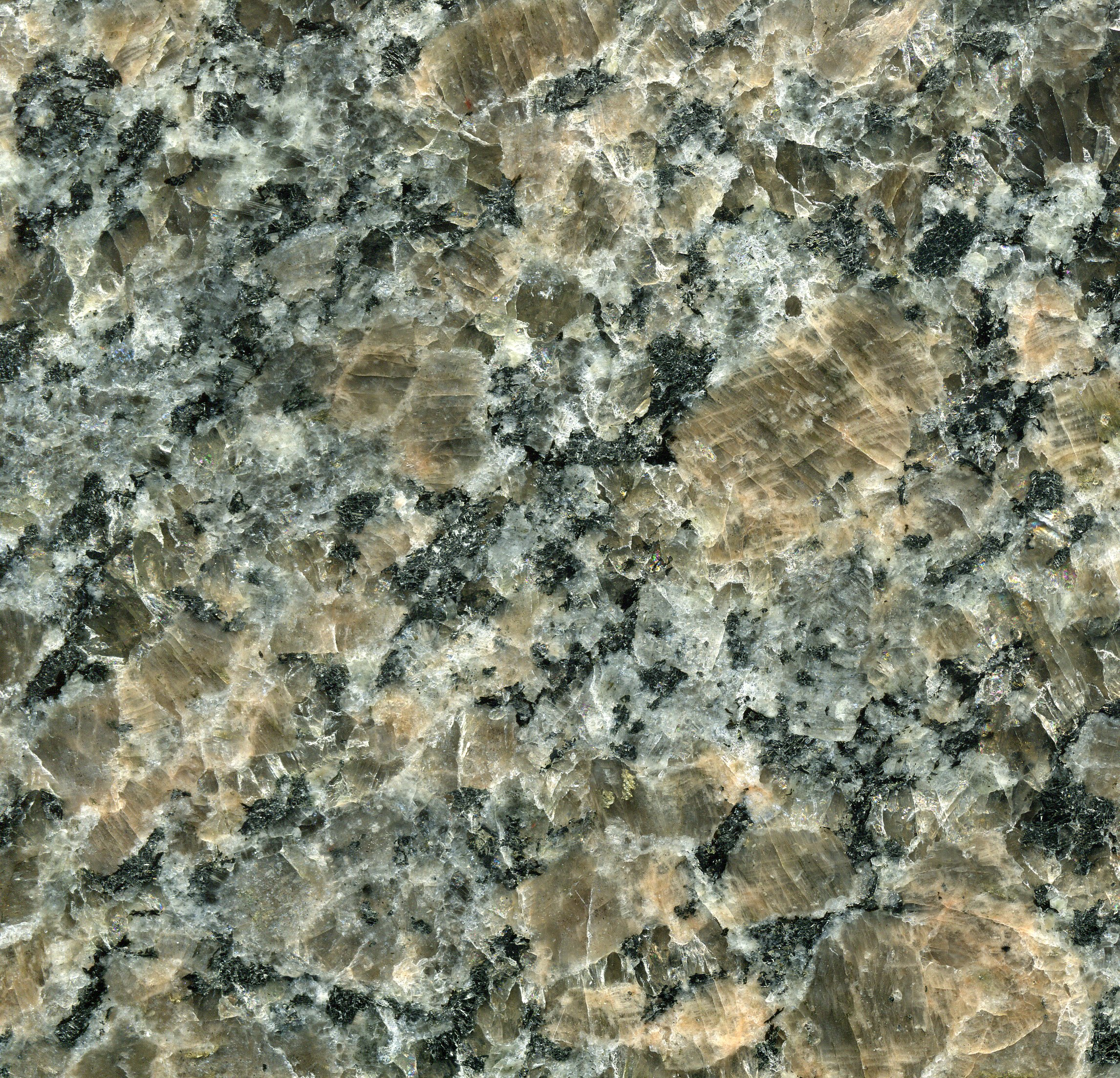
Charnokita del Quebec.

### Roques charnockítiques

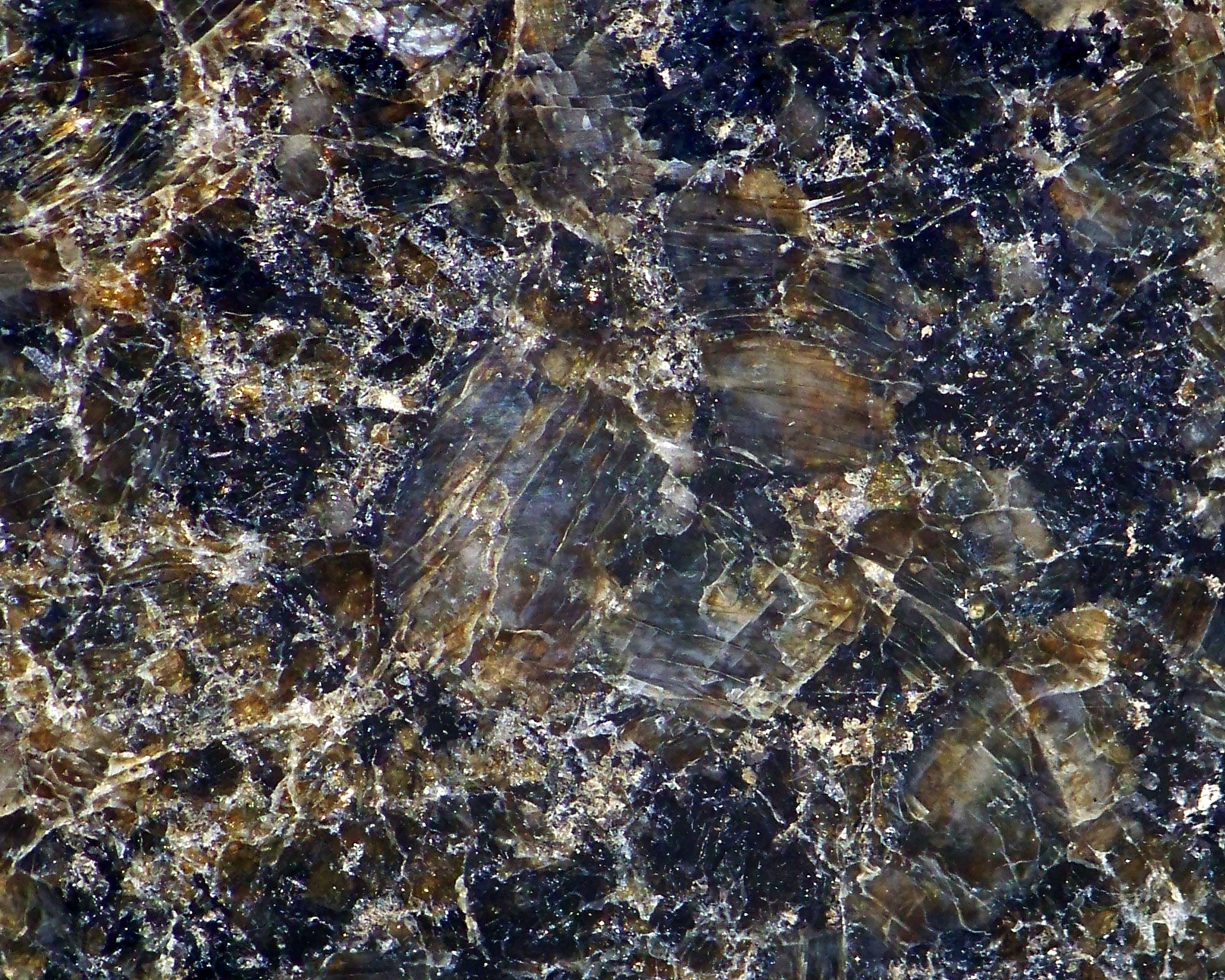
Carnokita de Valberg, Suècia.

Aquesta classificació s'ha d'emprar només si la roca pertany a la sèrie de roques charnockítiques, caracteritzada per la presència d'hiperstena (o faialita més quars) i, en moltes roques, també pertites, mesopertites o antipertites. Sovint es troben associades amb les norites i anortosites i es troben estretament relacionada amb formacions precambrianes.
Tot i que moltes presenten signes de sobreimpressions metamòrfiques, com ara deformació o recristal·lització, formen part de les roques ígnies i, per tant, es classifiquen com a tals. La classificació es realitza en el diagrama QAP (o triangle superior del diagrama QAPF) i se'ls dona noms especials. De totes maneres, una de les característiques de les charnockites és la presència de diversos tipus de pertites; això comporta un problema sobre com es distribueixen eles pertites entre A i P en el diagrama. La subcomissió recomana que les pertites de feldespat han de distribuir-se entre A i P de la següent manera:
- Pertita: assignada al camp A; el principal component és el feldespat alcalí.
- Mesopertita: assignada de manera igual al camp A i P, ja que les quantitats de feldespat alcalí i plagiòclasi (habitualment oligòclasi o andesina) són generalment iguals.
- Antipertita: assignada al camp P, ja que el principal component és l'andesina amb albita en menor quantitat.

Per a distingir aquelles roques charnockítiques que contenen mesopertites, s'utilitza el prefix m-; per exemple, m-charnockita.
| Camp en el diagrama QAPF                                    | Nom general                                        | Nom espeífic                                 |
| ----------------------------------------------------------- | -------------------------------------------------- | -------------------------------------------- |
| 2                                                           | Granit de feldespat alcalí amb hiperstena          | Charnokita de feldespat alcalí               |
| 3                                                           | Granit amb hiperstena                              | Charnokita (al camp 3b s'anomena farsundita) |
| 4                                                           | Granodiorita amb hiperstena                        | Opdalita o charno-enderbita                  |
| 5                                                           | Tonalita amb hiperstena                            | Enderbita                                    |
| 6                                                           | Sienita de feldespat alcalí amb hiperstena         | -                                            |
| 7                                                           | Sienita amb hiperstena                             | -                                            |
| 8                                                           | Monzonita amb hiperstena                           | Mangerita                                    |
| 9                                                           | Monzonorita amb hiperstena                         | Jotunita                                     |
| 10                                                          | Norita (diorita amb hiperstena), anortosita (M<10) | -                                            |
| Termes específics emprats per a les roques charnoquítiques. |                                                    |                                              |

### Lampròfirs
Els lampròfirs són roques ígnies mesocràtiques a melanocràtiques, habitualment hipabissals, amb textura panidiomòrfica o fenocristalls màfics de mica i/o amfíbol abundants, amb piroxè o sense i amb olivina o sense, disposats en una matriu constituïda per els mateixos minerals i a més a més amb feldespat (normalment alcalí). La subcomissió recomana no emprar els termes roques lamprofíriques o grup dels lampròfirs i recomana emprar els termes lampròfirs, lamproïtes i kimberlites, ja que aquestes roques es consideren diferents entre si. Els lampròfirs són un grup complex de roques amb semblances mineralògiques amb les kimberlites i lamproïtes, Els lampròfirs són difícils de classificar sense ambiguitats: no es poden classificar a partir de proporcions modals (com per exemple emprant el QAPF), ni emprant diagrames com ara el TAS.
El geòleg Nicholas Rock va subdividir els lampròfirs en tres classes: els lampròfirs ultramáfics (UML), els lampròfirs alcalins (Al) i els lampròfirs calco-alcalins (CALÇ). Aquests grups es sobreposen entre si i amb altres denominacions de roques en el diagrama de classificació TAS. En la classificació de Nicholas Rock són varietats de lampròfirs calc-alcalins la minetta, la vogesita, la kersantita i la spessartita. La sannaita, camptonita i monchiquita són varietats de lampròfirs alcalins segons la mateixa classificació i l'alnöita, l'ailliquita i la damkjernita serien varietats de lampròfirs ultramàfics.
La Unió Internacional de Ciències Geològiques (IUGS) recomana usar la classificació de Nicholas Rock amb la modificació que el terme «lampròfirs melilitics» reemplaça a «lampròfirs ultramàfics» de manera que la classificació englobi les polzenites les quals no són totes ultramàfiques. Nicholas Rock difereix d'aquesta classificació argumentant que hi ha lampròfirs ultramàfics sense mel·lilita. Des de l'any 2002 l'alnoïta i la polzenita ja no són classificades com a lampròfirs per la IUGS, sinó com a roques melilitiques. En la següent taula pot observar-se el nom que reben les diferents kimberlites segons la seva composició mineralògica:
| Minerals de color clar | Minerals de color clar    | Minerals màfics predominants                         | Minerals màfics predominants               | Minerals màfics predominants               |  |
| ---------------------- | ------------------------- | ---------------------------------------------------- | ------------------------------------------ | ------------------------------------------ |  |
| Feldespat              | Feldespatoide             | Biotita > hornblenda, ± augita diopsídica (±olivina) | Hornblenda, ± augita diopsidica, ± olivina | Amfíbol, augita titànica, olivina, biotita |  |
| or > pl                | -                         | minetta                                              | vogesita                                   | -                                          |  |
| pl > or                | -                         | kersantita                                           | spessartita                                | -                                          |  |
| or > pl                | feldespat > feldespatoide | -                                                    | -                                          | sannaïta                                   |  |
| pl > or                | feldespat > feldespatoide | -                                                    | -                                          | camptonita                                 |  |
| -                      | vidre o feldespatoide     | -                                                    | -                                          | monchiquita                                |  |

### Roques plutòniques (QAPF)

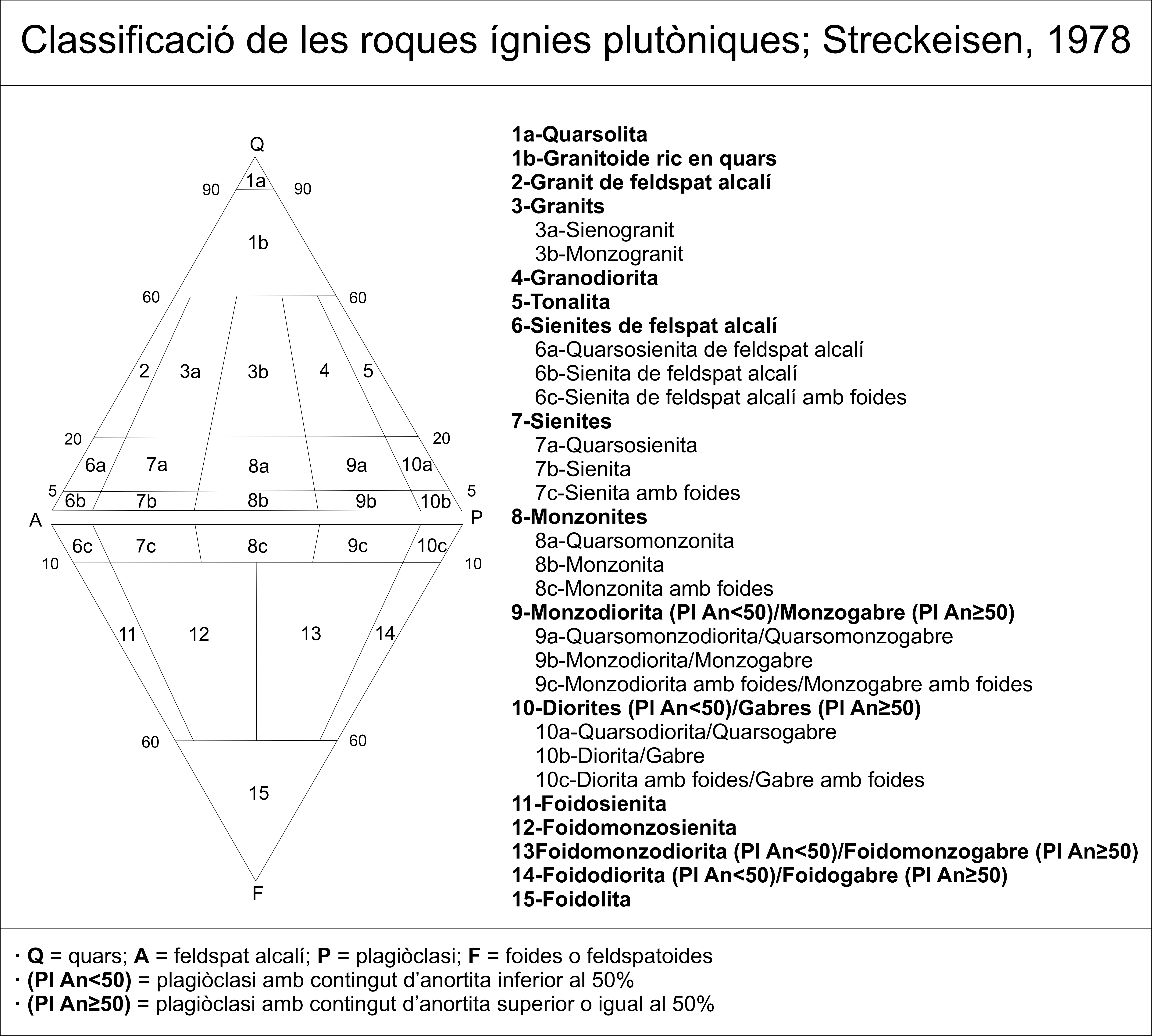
Classificació de les roques ígnies plutòniques segons Streckeisen 1978

Aquesta classificació només s'utilitza quan la roca és plutònica i s'ha format a una certa profunditat. També és important que la roca presenti una mida de gra grollera i, que, per tant, els cristalls puguin ser observat a ull nu. Hi ha una gradació entre les roques volcàniques (refredades a la superfície terrestre) i les plutòniques (refredades a l'interior de la Terra); davant el dubte de si emprar la classificació per a roques volcàniques o plutòniques, s'ha d'emprar el nom de la roca plutònica però precedit pel prefix micro. Per exemple: el terme «microsienita» s'utilitzaria per a una roca que, tot i haver-se format a certa profunditat, no presenta la suficient mida de gra per a observar els cristalls individualment a ull nu. Aquesta classificació es basa en paràmetres modals i es divideix en dues parts:
1. Si el contingut de minerals màfics (M) és inferior al 90%, la roca es classifica d'acord amb els minerals fèlsics que conté, utilitzant el diagrama QAPF.
2. Si M és superior o igual al 90%, la roca es considera ultramàfica i és classificada d'acord amb els minerals màfics que conté.

Camp 1: el subcamp 1a representa les quarsolites, roques intrusives formades gairebé totalment per quars. En molts casos són roques formades com a conseqüència de l'alteració hidrotermal més que no pas roques ígnies formades com a tals, motiu pel qual les quarsolites ígnies són extremadament rares -o fins i tot inexistents- i no tenen equivalent en les roques extrusives. El subcamp 1b representa els granitoides rics en quars. Camp 2: les roques en el camp dels granits de feldespat alcalí han estat anomenades granits alcalins per diferents autors. la subcomissió de l'IUGS encarregada de la classificació de les roques restringeix l'ús del terme «granits alcalins» a aquelles roques amb cert contingut d'amfíbols o piroxens alcalins. El terme «alaskita» també pot ser utilitzat per a referir-se als granits de feldespat alcalí de color clar (M<10). Camp 3: el terme «granit» és emprat en molts sentits. En la literatura anglòfona, el terme «granit» sol restringir-se al subcamp 3a. En la literatura europea, el terme «granit» s'empra tant per al subcamp 3a com el 3b. La subcomissió de l'IUGS recomana que el terme «adamel·lita» (emprat per a descriure roques del camp 3b) no hauria d'utilitzar-se. El terme «quarsomonzonita» (també emprat en alguns casos per a classificar roques del camp 3b) s'ha d'emprar en el camp 8, sempre segons la comissió. Camp 4: les roques més abundants en aquest camp són les granodiorites, que sovint contenen oligòclasi i més rarament andesina. En aquest cas és convenient afegir la condició de que el contingut mitjà d'An de la plagiòclasi sigui inferior al 50% per a distingir les granodiorites comunes dels granogabres, on el contingut d'An de la plagiòclasi és superior al 50%. Camp 5: el nom de tonalita s'utilitza tant si la roca presenta hornblenda com si no. Els termes trondhjemita i plagiogranit s'utilitzen, segons la subcomissió, quan la tonalita és de tonalitat clara (M<10). Camps 6 i 7: en aquests camps s'hi troben les sienites de feldespat alcalí i les sienites respectivament. Camp 8: en aquest camp les roques són anomenades monzonites, tot i que diverses sienites també hi entren. Camp 9: en aquest camp, les roques reben el nom de monzodiorita i monzogabre. La diferència entre tots dos rau en la composició de la plagiòclasi de la roca: per a continguts d'An inferiors al 50%, la roca s'anomena monzodiorita; si el contingut d'An és superior al 50%, la roca s'anomena monzogabre. Camp 10: en aquest camp les roques reben fins a tres noms diferents: diorita, gabre i anortosita. La classificació en aquestes tres roques depèn de la composició de la plagiòclasi i de l'índex de color. si els minerals màfics (M) són inferiors al 10%, la roca s'anomena anortosita; si el contingut d'An és inferior del 50% la roca és una diorita; si l'An és superior al 50%, la roca és un gabre i presentarà les següents subclassificacions:

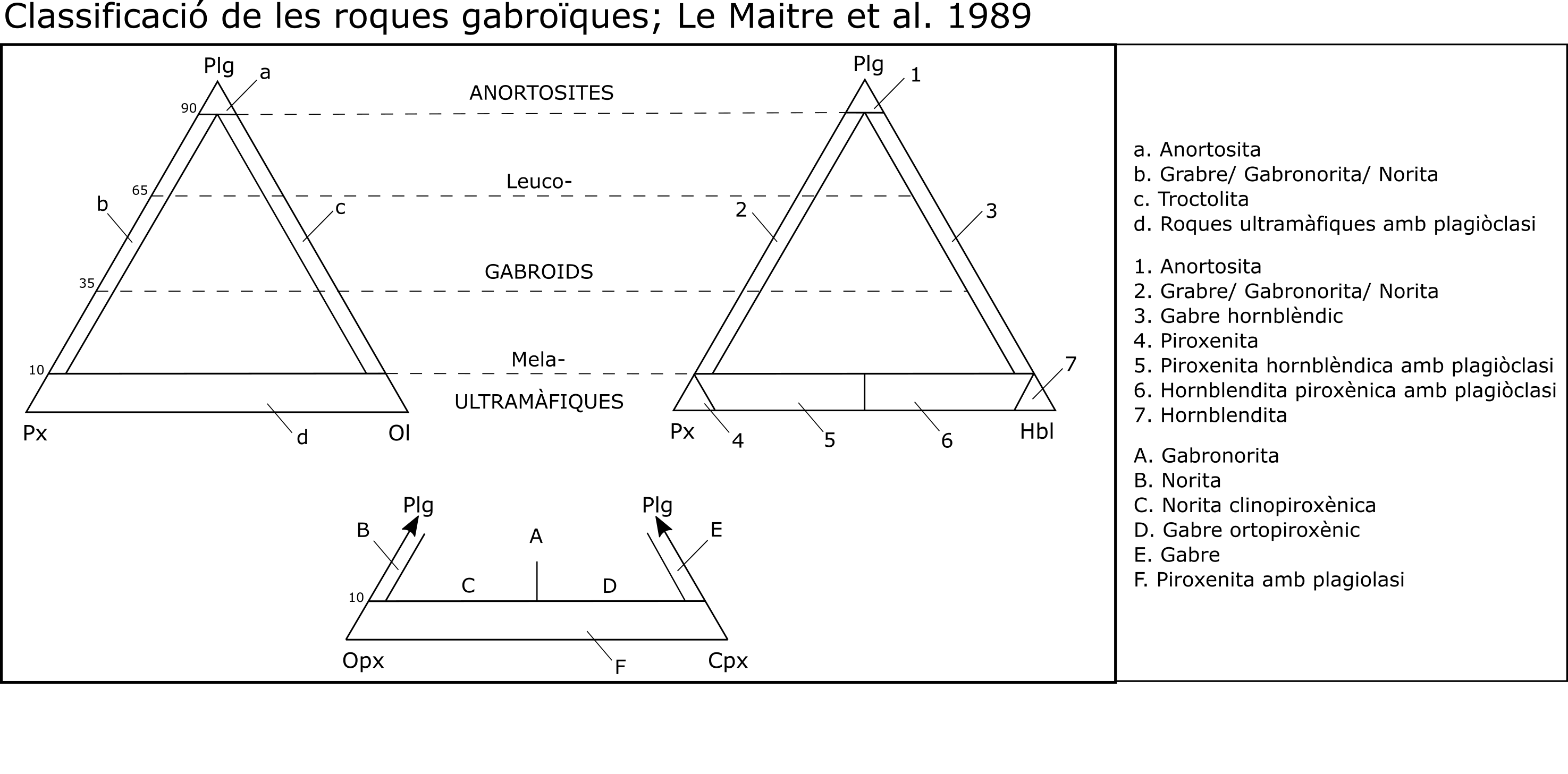
Classificació de les roques gabroïques.

- Gabre (sensu stricto): format per plagiòclasi i clinopiroxè (en diagrama).
- Norita: formada per plagiòclasi i ortopiroxè (en diagrama).
- Troctolita: formada per plagiòclasi i olivina (en diagrama).
- Gabronorita: formada per plagiòclasi i quantitats iguals de clinopiroxè i ortopiroxè (en diagrama).
- Gabre ortopiroxènic:format per plagiòclasi i clinopiroxè amb quantitats menors d'ortopiroxè (en diagrama).
- Norita clinopiroxènica: formada per plagiòclasi i ortopiroxè, amb quantitats menors de clinopiroxè (en diagrama).
- Gabre hornblèndic: format per plagiòclasi i hornblenda; també fins a un 5% de piroxè (en diagrama).

Camp 11: tot i que el nom d'aquest camp és el de sienita amb foides o foidosienita, el foide més important que es trobi a la roca en cada cas, ha de ser esmentat en el nom (en comptes de foides), per exemple: sienita amb nefelina o foidosienita nefelínica. Aquest punt també s'aplica als camps des del 12 al 15. Camp 12: el nom per aquest camp és el de monzosienita amb foides, que hauria de reemplaçar-se pel de plagisienita amb foides. Com en el cas anterior, sempre que sigui possible, s'ha d'especificar quin és el foide més abundant. El terme «miaskita», quan la roca presenta oligòclasi, també pot emprar-se. Camp 13: els dos noms per a aquest camp són monzodiorita amb foides o foidomonzodiorita i monzogabre amb foides o foidomonzogabre. Els dos termes se separen conforme el contingut de la plagiòclasi, de la mateixa manera que passa en el camp 9. Si l'An de la plagiòclasi és inferior al 50%, la roca és una monzodiorita; si és superior al 50%, és un monzogabre. Com en els casos anteriors, sempre que sigui possible, s'ha d'especificar quin és el foide més abundant. «Essexita» és un terme vàlid per a referir-se a la monzodiorita nefelínica i al monzogabre nefelínic. Camp 14: els termes per a aquest camp són diorita amb foides i gabre amb foides; aquests dos termes estan separats per la composició de la plagiòclasi: si l'An de la plagiòclasi és inferior al 50%, la roca és una diorita amb foids; si és superior al 50%, és un gabre amb foids. Camp 15: aquest camp conté roques on els minerals clars són principalment foids i, per tant, la roca rep el nom de foidolita (per a distingir-se de l'equivalent volcànic anomenat foitita). Aquestes roques són força infreqüents, i com a conseqüència aquest camp no presenta subdivisions, tot i això, s'ha de fer constar el foide més freqüent en el nom, per exemple: nefelinolita o foidolita nefelínica.

#### Roques ultramàfiques

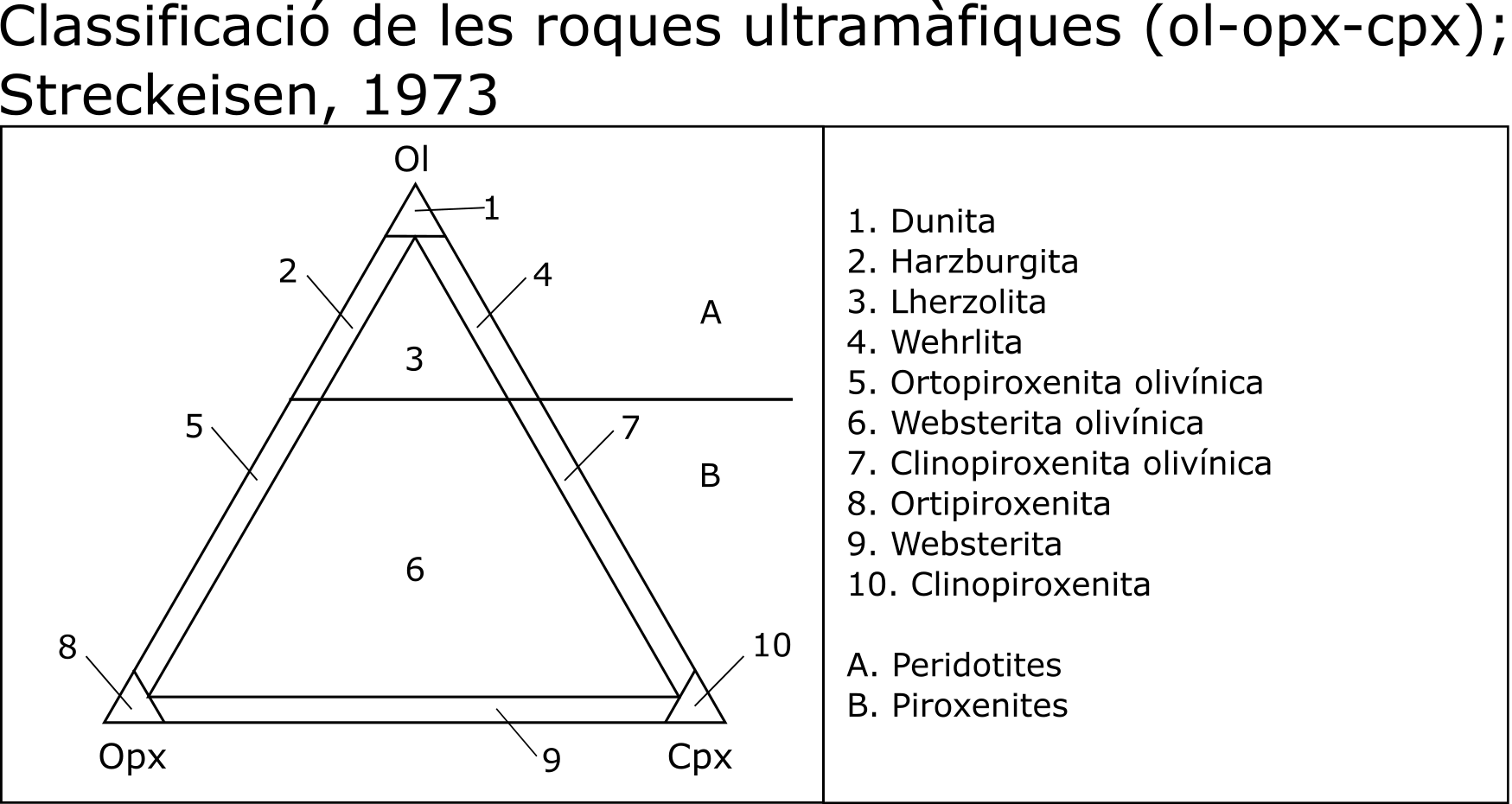
Classificació de les roques ultramàfiques.

Les roques ultramàfiques plutòniques es classifiquen segons el seu contingut en minerals màfics. Aquests minerals són bàsicament l'olivina, l'ortopiroxè, el clinopiroxè, l'hornblenda, a vegades biotita i diverses, tot i que petites, quantitats de granat i espinel·la. La subcomissió recomana utilitzar dos diagrames d'Streckeisen per a classificar les roques. El primer és per a les roques que contenen bàsicament olivina, ortopiroxè i clinopiroxè; i l'altre és per a aquelles roques que contenen hornblenda, piroxens i olivina.
Les peridotites es distingeixen de les piroxenites perquè contenen més d'un 40% d'olivina. Aquest valor, inferior al 50%, va ser seleccionat perquè moltes lherzolites contenen més d'un 60% de piroxè. Les peridotites es subdivideixen en ortopiroxenites (per exemple la bronzitita), websterita i clinopiroxenita (per exemple diallagita).
Les roques ultramàfiques que presenten granat o espinel·la, es classifiquen de la següent manera: si el granat o l'espinel·la superen el 5% de contingut mineral de la roca, es pot fer constar el nom del mineral en la denominació; per exemple: peridotita amb granat o dunita amb cromita.

### Roques volcàniques (QAPF)

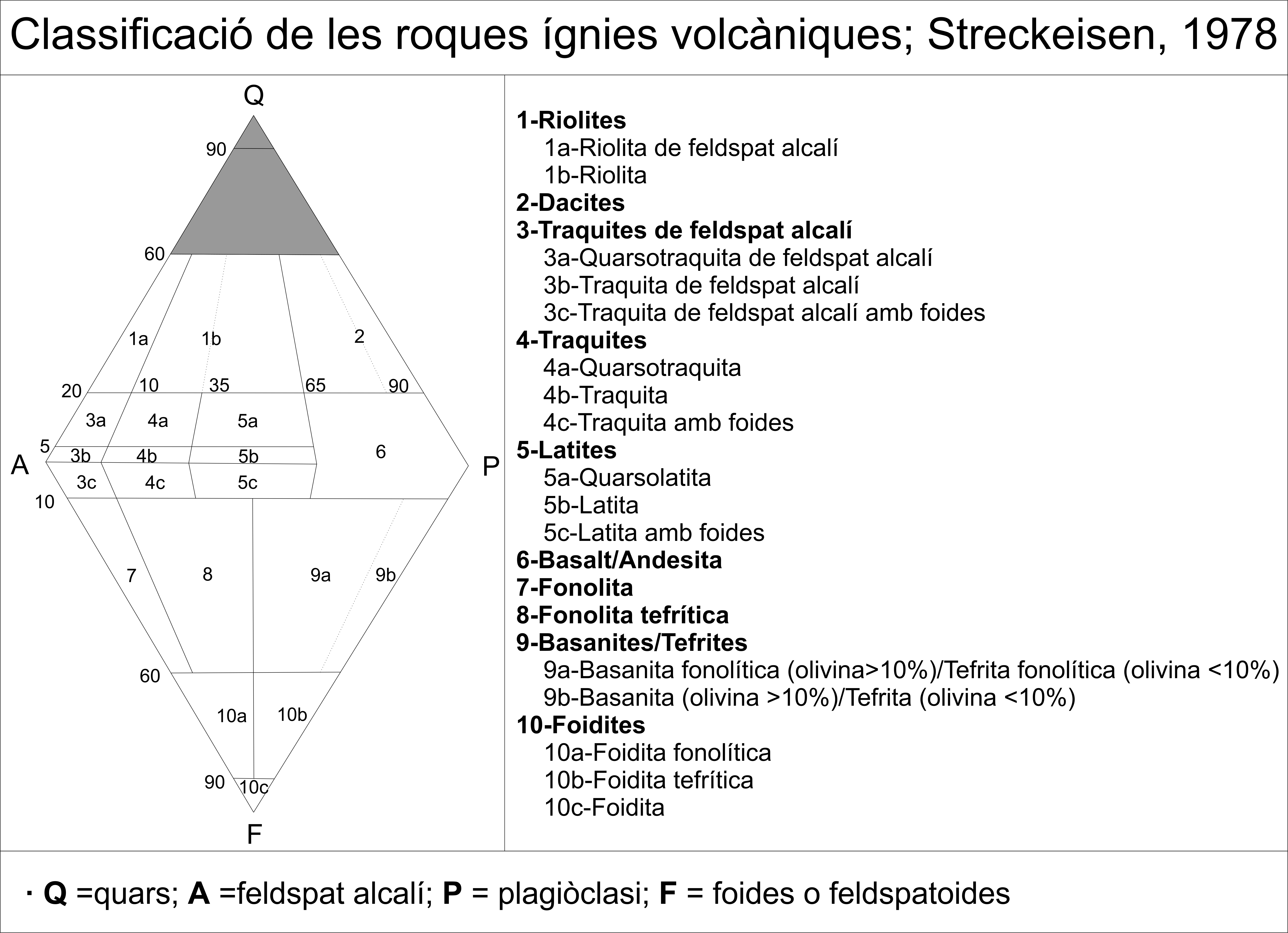
Classificació de les roques ígnies volcàniques segons Streckeisen 1978

Aquesta classificació es realitza un cop es té la certesa que la roca en qüestió és volcànica i els minerals que conté poden determinar-se. Com en el cas de les roques plutòniques, també s'utilitza un diagrama QAPF per a la classificació. Camp 2: el nom que reben les roques compreses en aquest camp és el de riolites de feldespat alcalí (l'equivalent volcànic al granit de feldespat alcalí). El terme «riolita alcalina» pot ser utilitzat també quan la roca conté piroxens o amfíbols alcalins. El nom riolita pot ser substituït pel sinònim liparita. Camp 3 (3a i 3b): de manera anàloga als granits, la riolita (o liparita) cobreix tant el camp 3a com el 3b. El terme «riodacita» pot utilitzar-se ambiguament tant per a les roques del camp 3b com per les del 4; aquest terme també pot ser utilitzat per a anomenar roques transicionals entre les dacites i les riolites, sense classificar-les en un dels dos camps en concret. Camps 4 i 5: en tots dos camps les roques són anomenades dacita en el sentit ampli de la paraula. Camps 6, 7 i 8: les roques presents en aquests capms reben el nom de traquites de feldespat alcalí, traquites o latites; no contenen foides (modals) però sí que contenen nefelina normativament (ne-normativa). El terme «traquita alcalina» també és utilitzat per a traquites que contenen piroxens o amfíbols alcalins. Camps 9 i 10: en aquest camp es concentra el major nombre de roques volcàniques, incloent els basalts i les andesites. Per a classificar la roca entre basalt o andesita, es te en compte l'índex de color, prenent un límit de 40% en pes, 35% en volum i 52% d'SiO₂ (vegeu figura). La composició de la plagiòclasi (el límit d'An), no s'utilitza per a diferenciar les roques, ja que moltes andesites poden contenir fenocristalls de labradorita o bytownita. Camp 11: el terme «fonolita» s'utilitza per a les roques volcàniques formades essencialment per feldespat alcalí, qualsevol feldespatoide i minerals màfics. El nom del foide predominant s'ha d'afegir al nom de la roca, per exemple: fonolita leucítica. Camp 12: el nom que reben les roques dins d'aquest camp és el de fonolita tefrítica. Tot i que s'ha suggerit que el terme «tefrifonolita» fos un sinònim, es reserva per a la classificació química TAS (en el camp U3; vegeu classificació TAS). Camp 13: aquest camp conté les basanites fonolítiques i les tefrites fonolítiques; la diferència entre totes dues roques rau en la quantitat d'olivina calculada en la norma CIPW. Si l'olivina normativa és superior al 10% la roca és una basanita fonolítica; si és inferior al 10% és una fonolita tefrítica. Tot i que inicialment es va suggerir que fonotefrita era un sinònim de tefrita fonolítica, el terme es reserva per a denominar el camp U2 del diagrama TAS (vegeu diagrama TAS). En canvi, el terme «fonobasanita» sí que s'utilitza com a sinònim de la basanita fonolítica, ja que no és usat en el diagrama TAS. Camp 14: aquest camp conté les roques anomenades basanites i tefrites; la diferència entre totes dues roques rau en la quantitat d'olivina calculada en la norma CIPW. Si l'olivina normativa és superior al 10% la roca és una basanita; si és inferior al 10% és una tefrita. El foide dominant s'ha d'indicar en el nom de la roca; per exemple: basanita nefelínica o basanita amb nefelina. Camp 15: el nom general per aquest camp és el de foidita; com que aquestes roques són relativament freqüents, el camp es va subdividir en els subcamps 15a, 15b i 15c. Camp 15a: el nom per a aquest camp és foidita fonolítica tot i que sempre que és possible s'ha d'indicar el nom del foide més freqüent. Alternativament, el terme «foidita de feldespat alcalí» també pot utilitzar-se. Camp 15b: el nom per a les roques d'aquest camp és foidita tefrítica o foidita basanítica; se separen d'acord amb l'olivina normativa (com en el camp 14). Sempre que és possible s'han d'emprar termes específics; per exemple: nefelinita basanítica. Camp 15c: el nom d'aquest grup és el de foidita; en aquest cas, també ha d'especificar-se el foide més abundant; per exemple: nefelinita, leucitita, analcimita… Camp 16: el nom per a les roques d'aquest camp és ultramafitita; s'han d'indicar els minerals màfics predominants.

## Classificació química

### Classificació TAS
La classificació TAS s'empra només si la roca és considerada volcànica i si la mineralogia modal no es pot determinar degut a la presència de vidre o la mida fina dels cristalls, però en canvi és possible una anàlisi química.
La major part de la classificació es basa en el diagrama TAS (de l'anglès total alkali silica). La classificació segons el diagrama TAS és senzilla d'utilitzar i tot el que es necessita per a emprar-la són els valors de NA₂O+K₂O i SiO₂; depenent en quins camps se situa la roca a classificar poden ser necessaris altres càlculs com ara la norma CIPW. La classificació TAS va ser construïda originalment amb els tipus de roca més freqüents i aplicant els següents principis:
- Cada camp fou escollit per a acostar-se el més a prop possible amb l'ús actual del nom amb l'ajuda de dades de 24.000 anàlisis de roques volcàniques.
- Les roques considerades foren aquelles en què H₂O+ < 2% i CO₂ < 0,5%.
- Cada anàlisi fou recalculada al 100% i amb una base lliure d'H₂O i CO₂.
- Sempre que sigui possible, els límits entre camps hauran de minimitzar la sobreposició respecte els altres camps.
- Els límits verticals de SiO₂ entre els camps dels basalts, les andesites basanítiques, les andesites i les dacites es van escollir per representar els d'ús comú.
- El límit entre els camps S (saturat en sílice) i U (insaturat en sílice - de l'anglès undersaturated-) es van escollir per ser aproximadament paral·lels amb els contorns empíricament determinats del 10% dels foids normatius en el diagrama QAPF.
- El límit entre els camps S i O (sobresaturat en sílice - de l'anglès oversaturated-) es va situar allà on hi havia un mínim de densitat entre les sèries de roques volcàniques alcalines i les calco-alcalines.
- Els límits entre els camps S1, S2, S3 i T es van fer paral·lels a una vora pronunciada que es va trobar en la distribució d'anàlisis de roques que s'havien anomenat traquites de clair i petros.
- Els límits entre els camps U1, U2, U3 i Ph es dibuixen paral·lelament entre ells.

Tanmateix, després que la classificació TAS dou publicada, la subcomissió va considerar si era possible o no incloure algunes de les roques volcàniques riques en olivina i piroxè (amb alt contingut en Mg) com ara picrites, komatiïtes, meimechites i boninites a l'esquema. Després de llargues discussions es van introduir, però només en utilitzar alguns paràmetres addicionals que no s'empren en el TAS. Com a resultat, aquestes roques han de ser reconegudes abans, ja que no són el tipus "normal" per a les quals va ser dissenyada la classificació TAS.
És important emfatitzar que la classificació TAS és purament descriptiva i que no implica cap significança genètica. A més a més les anàlisis de roques erosionades, alterades, metasomatitzades, metamorfitzades o que han patit acumulació de cristalls, han d'emprar-se amb precaució, ja que poden obtenir resultats poc fiables. Com a regla general, se suggereix que només s'emprin anàlisis amb H₂O+ <2% i amb CO₂ <0,5, excepte si la roca és una picrita, una komatiïta, una meimequita o una boninita; casos en els que es pot obviar la restricció. Alguns autors defensen que la classificació TAS per a roques alterades és fiable, ja que han realitzat classificacions satisfactòries per a moltes roques metavolcàniques.
Abans d'emprar la classificació, s'han de realitzar certs ajustos en les anàlisis químiques:
- Totes les anàlisis han de recalcular-se al 100% amb base lliure d'H₂O i CO₂.
- Si s'han de realitzar càlculs amb la norma CIPW, les quantitats de FeO i Fe₂O₃ no s'han de recalcular. Només si el ferro total s'ha determinat, es pot emprar el mètode per a calcular la partició del ferro entre FeO i Fe₂O3.

Un cop ajustades les anàlisis químiques, aquestes s'han de verificar per a comprovar si es tracta d'una roca volcànica rica en magnesi (high-Mg), és a dir, una picrita, komatiïta, meimequita o bonninita. Això es pot comprovar de la següent manera:
- Boninita: SiO₂ > 53%, MgO > 8%, i TiO ₂ < O.5%
- Roques picrítiques: SiO₂ < 53%, Na₂O+K₂O < 2.O%, i MgO > 18%. Es divideixen en:
  - Picrita: Na₂O+K₂O > 1 %
  - Komatiïta: Na₂O+K₂O < 1% i TiO ₂ < 1%
  - Meimequita: Na₂O+K₂O < 1% i TiO₂ > 1%

Si la roca no es pot classificar com a cap de les quatre anteriors (boninita, picrita, komatiïta o meimequita) es procedirà a emprar el diagrama TAS. En el diagrama hi ha diferents camps que representen diverses tipologies de roques segons la seva composició química:

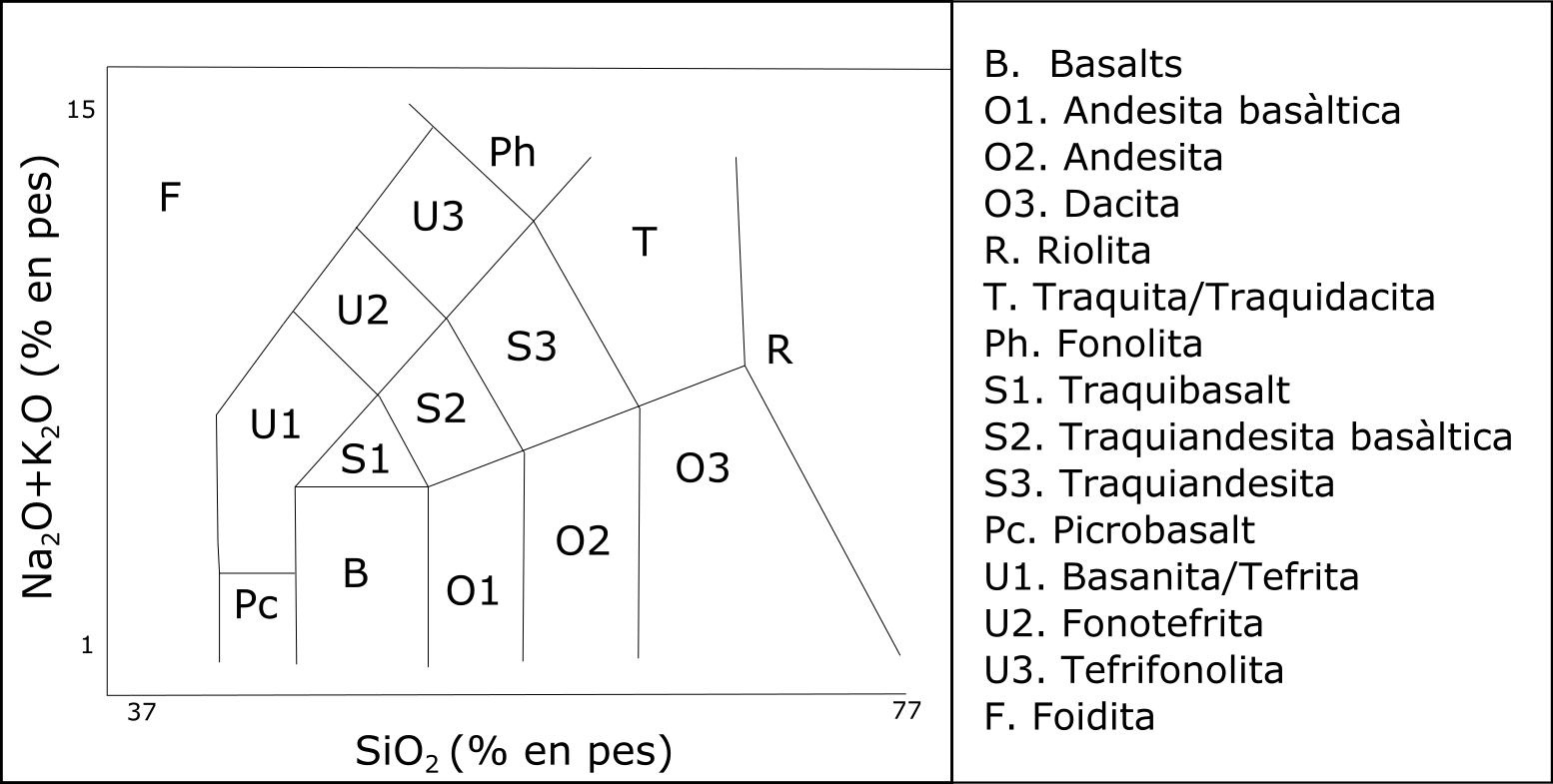
Diagrama TAS

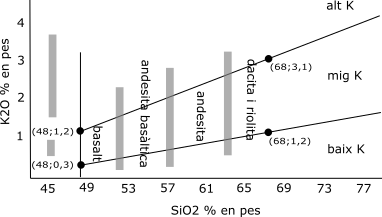
Divisió dels basalts (SiO2 > 48%), andesites basàltiques, andesites, dacites i riolites en els tipus de baix, mig i alt potassi. Les línies verticals gruixudes representen posicions en el diagrama TAS.

Camp B: en aquest camp s'hi troben els basalts que alhora poden ser dividits entre basalt alcalí i basalt subalcalí d'acord amb la saturació en sílice que presentin. Si de l'anàlisi es desrpèn que la roca conté nefelina normativa, la roca rebrà el nom de basalt alcalí; si de l'anàlisi no es desprèn la presència de nefelina normativa, rebrà el nom de basalt subalcalí. Camps O1, O2, O3 i R: les roques que es localitzen en aquests camps són basalts (si el contingut de SiO₂ és major de 48%); els termes andesita basàltica, andesita, dacita i riolita poden qualificar-se usant els termes baix-K, mig-K i alt-K (vegeu diagrama). Camp R: el camp R conté les riolites que poden ser subclassificades com a riolites peralcalines si l'índex peralcalí (Na₂O + K₂O)/Al₂O₃ és superior a 1. Camp T: en aquest camp s'hi troben les traquites i les traquidacites que se separen per la quantitat de quars normatiu (en la norma CIPW) en la suma de quars, anortita, albita i ortosa. Si la quantitat és inferior al 20%, la roca s'anomena traquita; si és major al 20%, s'anomena traquidacita. Les traquites poden subdividir-se e traquites peralcalines si l'índex peralcalí és major a 1. Camp S1: és el camp que conté els traquibasalts, que alhora poden ser dividits en hawaiïtes i traquibasalts potàssics d'acord amb les quantitats de Na₂O i K₂O. Si la quantitat de Na₂O és superior a la de K₂O la roca és considerada sòdica i s'anomena hawaiïta; Si la quantitat de Na₂O és inferior a la de K₂O la roca es considera potàssica i la roca s'anomena traquibasalt potàssic. Camp S2: s'utilitzen els mateixos criteris que per al camp S1 però les roques que s'hi troben contingudes són les traquiandesites basàltiques que es poden dividir en mugearites (sòdiques) i shoshonites (potàssiques). Camp S3: s'utilitzen els mateixos criteris que per al camp S1 però les roques que s'hi troben contingudes són les traquiandesites que es poden dividir en benmoreïtes (sòdiques) i latites (potàssiques). Camp U1 i F: el camp U1 conté les basanites i tefrites mentre que el camp F conté les foidites (tant nefelinites com leucitites). Algunes leucitites i nefelinites poden caure dins del camp U1 per una qüestió de com es van dibuixar els límits del diagrama. Actualment la comissió treballa en aquest punt perquè no hi hagi solapament.

#### Basanites i nefelinites
Les basanites (mineralògicament caracteritzades per l'abundància de plagiòclasi i només una mica de feldespatoids) i les roques nefelíniques (caracteritzades per l'absència de plagiòclasi modal però amb possible contingut de nefelina), no són fàcils de distingir, ja que totes dues poden confondre's amb els basalts. Com que la classificació a partir dels minerals no sempre és possible, ja que en alguns casos no presenten minerals fèlsics modals, s'ha d'emprar la classificació mitjançant la química de la roca. La millor solució és emprar la norma CIPW: les basanites es reconeixen per presentar 5% d'albita normativa i menys d'un 20% de nefelina normativa; les melanefelites per presentar menys d'un 5% d'albita normativa i menys d'un 20% de nefelina normativa; finalment, les nefelinites presenten més d'un 20% de nefelina normativa.